# Lanterna di Genova
La Lanterna di Genova (o semplicemente "Lanterna", in genovese a Lanterna de Zena o a Lanterna) è il faro portuale del capoluogo della Liguria, la città un tempo definita la Superba o Dominante dei mari.
Da secoli strumento indispensabile alla navigazione notturna delle navi in entrata e uscita dal porto, la Lanterna è anche il simbolo di Genova, assumendo quasi un ruolo di totem di tutto ciò che riguarda la città, e come tale fa parte della storia cittadina.
Alta 77 metri e situata ad una quota sul livello del mare di 117 metri (considerando anche lo storico scoglio su cui è costruita), è il faro marittimo più alto d'Italia e del Mediterraneo e il secondo in Europa dopo il Faro dell’Île Vierge, nel dipartimento francese di Finistère, che nel 1902 tolse alla Lanterna il primato superandola in altezza di circa cinque metri. Risulta attualmente essere il quinto faro più alto del mondo e il secondo, sempre dietro quello di Île Vierge, fra quelli tradizionali, ossia costruiti dalle rispettive autorità portuali con lo scopo primario di supporto alla navigazione.
L'edificio consiste in una torre su due ordini di sezione quadrata con terrazza alla sommità di ciascun ordine. Costruito originariamente probabilmente nel 1128 e ricostruito nella sua struttura attuale nel 1543, è considerato il terzo faro più antico al mondo tra quelli ancora in attività, dopo la Torre di Ercole a La Coruña e al faro di Kõpu sull'isola di Hiiumaa in Estonia. Dai registri del faro si apprende che nel 1449, tra i custodi della Lanterna, venne nominato Antonio Colombo, zio paterno del famoso navigatore Cristoforo.

## Posizione
La Lanterna sorge al margine orientale del quartiere di Sampierdarena, su uno scoglio isolato oggi interamente inserito all'interno del contesto portuale, estrema punta di quella che un tempo era la collina di promontorio di San Benigno che divideva l'ex comune di Sampierdarena da quello di Genova.
Il luogo in cui fu costruita veniva chiamato promontorio poiché, prima che la mano dell'uomo ridisegnasse i contorni della baia genovese, era circondato da tre lati dal mare. A ovest la collina delimitava l'originario porto di Genova, quello che oggi è il porto antico. Con il passare del tempo la collina ha assunto il nome di Capo di Faro o di San Benigno, dal nome dell'omonimo convento che su essa sorgeva. Di fatto oggi la collina non esiste più, rasa al suolo nella seconda metà degli anni '20 del XX secolo per creare nuovi spazi per la città, il porto stesso e i suoi insediamenti produttivi, e l'unica porzione che ne è rimasta è proprio la piccola propaggine rocciosa su cui sorge il faro.
Parallelamente, fra gli anni venti e gli anni trenta si sono svolti i lavori per l'ampliamento del Porto di Genova, con la creazione dei nuovi moli di Sampierdarena, realizzati tramite cospicui riempimenti a mare. In seguito all'operazione lo scoglio della Lanterna non è più direttamente sul mare ma a breve distanza da esso, in corrispondenza del molo di Ponte San Giorgio.

### Collegamenti
La Lanterna, oltre che dai varchi portuali ad accesso controllato, è accessibile dalla città esclusivamente attraverso una passeggiata pedonale di circa 800 metri che si sviluppa per la maggior parte a sbalzo esternamente alle vecchie mura cittadine attraverso un percorso che sovrasta le banchine portuali, offrendo la possibilità di osservare da vicino le attività del porto.
La passeggiata inizia presso il Terminal Traghetti di Genova, servito dalle autolinee urbane AMT e dalla stazione della metropolitana di Dinegro, distante circa 400 metri. L'imbocco della passeggiata è situato inoltre a circa 1,5 chilometri dalla stazione ferroviaria di Principe e dal casello di Genova Ovest sull'autostrada A7.

## Architettura

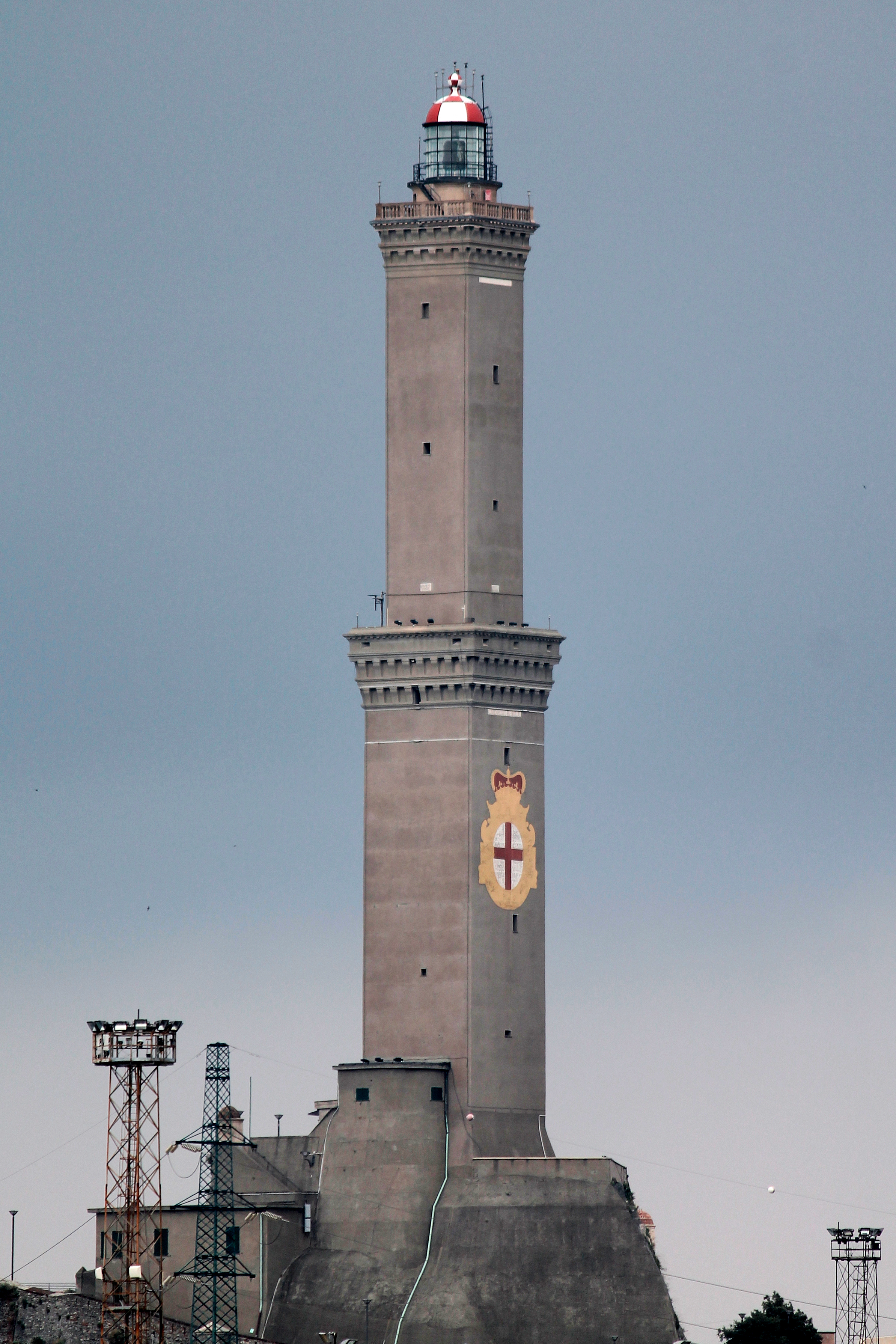
La torre della Lanterna

### L'edificio
La Lanterna è costituita da una torre su due ordini di sezione quadrata, costruita in pietra naturale estratta dalle cave di Carignano, con terrazza aggettante alla sommità sia del primo che del secondo tronco. Per raggiungere la sommità, al suo interno si sviluppa una scala in muratura con 365 gradini totali, di cui 172 aperti al pubblico per raggiungere la prima cornice, mentre la seconda cornice appartiene alla Marina Militare e non è visitabile.
Un tempo la Lanterna non era sola, ma aveva una "sorella minore", chiamata Torre dei Greci, eretta dopo la metà del 1200 e che si trovava come in tutti i porti all'estremo opposto dell'arco portuale, all'incirca nella zona dove attualmente sorgono i Magazzini del Cotone nel Porto Antico.

### Il faro
Si tratta di un faro di secondo ordine. La lanterna è posta sulla sommità della torre ed è costituita da un ambiente a pianta circolare di 4 metri di diametro, con vetrata di 3,44 metri di altezza. L'ottica rotante, da 700 mm di distanza focale, è formata da 4 pannelli lenticolari con assi a 45° e 135°, parte diottrica con occhio di bue centrale, 3 elementi anulari superiori e 10 inferiori tutti interrotti lateralmente; su ogni pannello è sistemato un secondo pannello di prismi deflettori per il funzionamento aereo. Oltre all'ottica principale e al relativo impianto il faro è dotato di un gruppo elettrogeno di soccorso per l'alimentazione elettrica degli impianti di emergenza e del FIR (faro elettrico indipendente di riserva).

## Storia

### La Lanterna nel Medioevo
La prima torre, secondo alcune fonti non ufficiali, risale all'epoca medioevale (1128) ed era caratterizzata da una struttura  architettonica formata da tre tronchi merlati sovrapposti. Purtroppo non si hanno riscontri ufficiali poiché i documenti del secolo XII, le prime cronache e gli atti ufficiali del nascente comune genovese, forniscono dati sicuri sulla torre di segnalazione, ma non la sua data esatta di costruzione. Alla sommità venivano accesi fasci di steli secchi di erica ("brugo") o di ginestra ("brusca") allo scopo di segnalare le navi in avvicinamento, i cui padroni dovevano pagare una tassa "pro igne facendo in capite fari" al momento dell'approdo. La torre sorgeva lungo la strada di collegamento tra Genova e il ponente, la cosiddetta Via di Francia, che costeggiava l'arco portuale e il Promontorio, sull'ultima propaggine della costa di Sampierdarena, allora luogo di villeggiatura, su cui si affacciavano numerosi palazzi e ville nobiliari. All'epoca la strada era probabilmente a picco sul mare e passava a mare del faro; le rappresentazioni grafiche della strada la descrivono invece in una veste più recente, sicuramente non anteriore al XVII secolo, passante all'interno del faro attraverso la cosiddetta "tagliata", una profonda trincea scavata a monte della Lanterna.
A livello urbanistico la Lanterna era in quel periodo quindi relativamente lontana dalla città, e solo nel XVII secolo venne inglobata nella cosiddetta Cerchia Seicentesca, la poderosa cerchia di mura lunga quasi diciannove chilometri attorno alla città, quasi interamente esistente ancora ai nostri giorni.

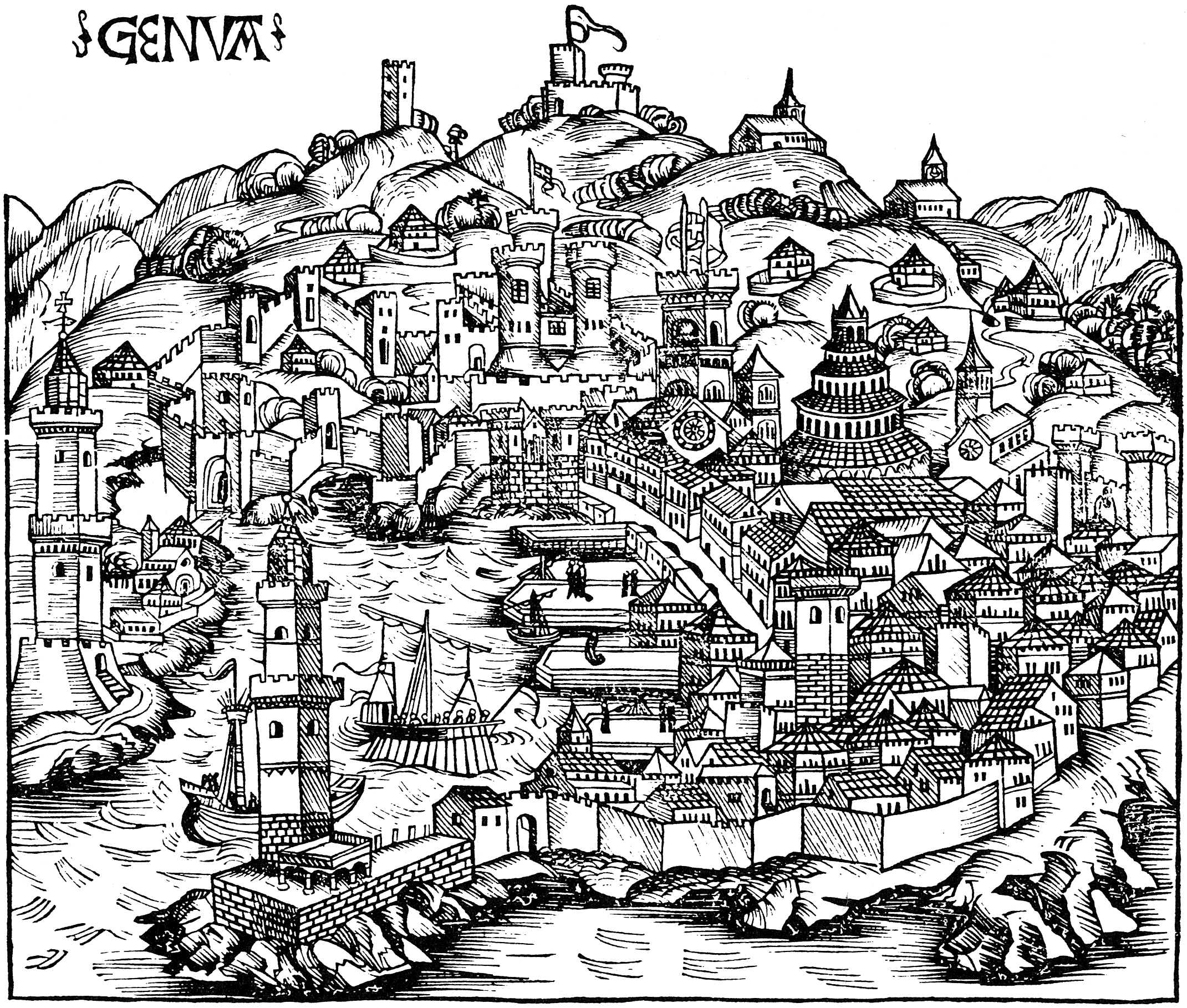
Una delle stampe raffiguranti le due Lanterne (1490 circa).

La torre diventò protagonista della guerra tra guelfi e ghibellini, quando venne danneggiata da questi ultimi che tentarono di far scendere i guelfi che vi si erano rifugiati all'interno.
Era il 1318 e, tre anni dopo, nel 1321, si procedette a un primo consolidamento scavando un fossato a difesa. Nel 1326 vennero installate in entrambi i fari le prime lanterne alimentate a olio di oliva, per aiutare le navi a bene individuare l'ingresso alla città. Del 1371 è la prima raffigurazione grafica del fare di Capo Faro (perlomeno tra quelle giunte a noi), presente nella copertina della pergamena intitolata Manuale dei Salvatori del Molo e del Porto. Attorno al 1400 la torre diventò anche prigione per ospitare come ostaggi, per cinque anni, il re di Cipro, Giacomo I di Lusignano, qui rinchiuso assieme alla moglie (che tra quelle mura diede alla luce il figlio Giano).
A meglio identificare la Lanterna con la città, nel 1340 venne dipinto alla sommità della torre inferiore lo stemma del Comune di Genova, opera del pittore Evangelista di Milano. Nel 1405 i sacerdoti guardiani della Lanterna posero sulla cupola un pesce e una croce di metallo dorato, simbolo di cristianità e nel 1413 un decreto dei "Consoli del Mare" stanziò un fondo di "lire 36" per assicurare la gestione del faro, divenuto ormai indispensabile per la sicurezza della navigazione.

### La ricostruzione del 1543
Nel 1507, durante un periodo di dominio francese sulla città, re Luigi XII fece edificare ai piedi della Lanterna il "Forte Briglia", una fortificazione atta a ospitare la guarnigione dell'esercito invasore. Dal forte, con il supporto di un vascello da guerra che bloccava il traffico navale, nel 1513 i francesi assediarono il porto di Genova, liberato in seguito dalle forze genovesi capitanate da Andrea Doria, comandante del porto e della flotta. Durante questa battaglia la Lanterna venne pesantemente danneggiata dal fuoco amico dei colpi di bombarda esplosi dagli insorti genovesi contro i dominatori francesi.
Dopo trent'anni, nel 1543, la Lanterna venne ricostruita per volontà del doge Andrea Centurione Pietrasanta che fece finanziare i lavori dal Banco di San Giorgio. Il faro assunse così l'aspetto attuale, legato stilisticamente al mondo rinascimentale, applicando ai plinti di coronamento mensole aggettanti.
Fu posta in opera una nuova lanterna con cupola costruita in doghe di legno di rovere e ricoperta con fogli di rame e di piombo fermati con ben 600 chiodi di rame. Per l'occasione fu posta alla sommità della prima torre, all'interno del ballatoio, una targa a memoria della ricostruzione. La lanterna era formata da un'ampia vetrata i cui vetri, di notevole spessore e peso, erano forniti, così come già dal 1326, da maestri vetrai dapprima liguri e in seguito veneziani. I vetri della lanterna spesso esplodevano, si spaccavano o si inclinavano a causa della violenza del vento, delle oscillazioni della torre, della deformazione dei montanti in ferro per la caduta di fulmini e non ultimo per avvenimenti bellici, per cui ne erano richiesti in gran quantità. Ai fanalisti, custodi della Lanterna o Turrexani della torre, così definiti nei documenti del tempo, si faceva obbligo di vivere con la famiglia all'interno della torre e "di curare che i vetri fossero sempre tersi e puliti affinché la luce della lampada apparisse nitida e brillante".
Nel corso della storia la Lanterna è stata colpita più volte da fulmini; i danni più gravi si registrarono nel 1481, quando un fulmine colpì la torre uccidendo uno dei guardiani. Nel 1602 un fulmine colpì nuovamente la Lanterna, distruggendo la parte merlata della torre superiore. A seguito dell'episodio nel 1603, alla base esterna della torre superiore, venne murata, a scopo propiziatorio, una targa in marmo recante una scritta “Jesus Cristus rex venit in pace at Deus homo factus est”. Ancora oggi l'antica targa è murata su fronte a terra alla base della torre superiore, anche se risulta ormai quasi illeggibile.
Nel 1565 si ritornò a lavorare sulla cupola per renderla stagna e nel 1681 si ricostruì la cupola con legno di castagno selvatico ricoprendo il tutto con pece e stoppa, e infine con fogli di piombo stagnati a bordi sovrapposti.

### L'assedio francese

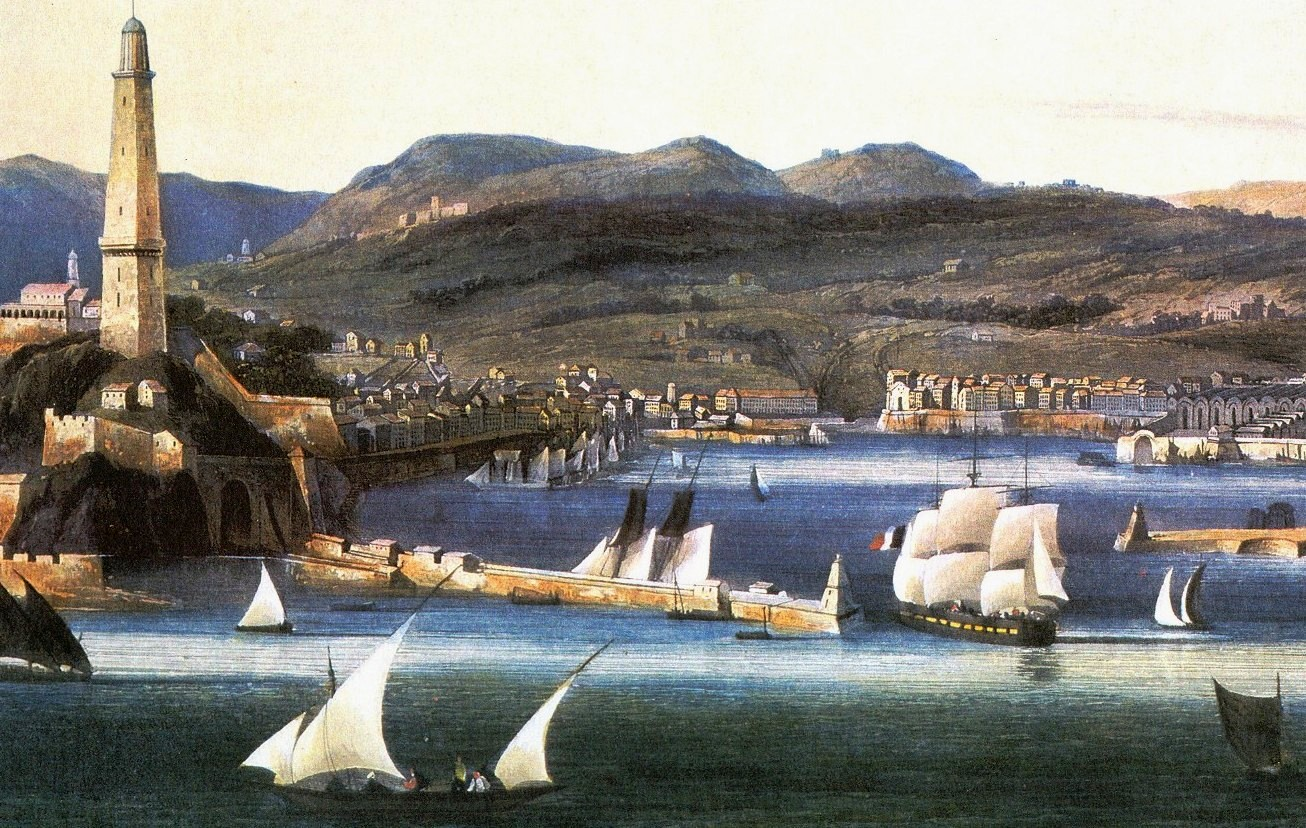
La Lanterna in un'acquatinta del 1810 ca. di Ambroise Louis Garneray.

Nel 1692 si ebbe poi la ricostruzione della vetrata distrutta dal bombardamento del 1684, attuato da Jean-Baptiste Colbert, marchese di Seignelay e dall'ammiraglio francese Abraham Duquesne su ordine di re Luigi XIV.
A seguito dei ripetuti danni causati dai fulmini e dagli avvenimenti bellici, nel 1711 la torre venne incatenata a mezzo di chiavarde e tiranti che ancora oggi sono visibili all'interno e nel 1791 vennero effettuati, alla base della prima torre, lavori di consolidamento per renderla più stabile. Al 1778 risale la costruzione di un impianto parafulmine ad opera del fisico padre Glicerio Sanxay, destinato a mettere fine ai numerosi danni provocati nell'arco di diversi secoli dai fulmini. Va detto che per secoli l'illuminazione è avvenuta con lampade di metallo o di vetro a stoppino.

### Le innovazioni del Risorgimento e del Novecento
Nel 1840 venne realizzata un'ottica rotante su carro a ruote con lente di Fresnel e il 15 gennaio del 1841 venne acceso e avviato il nuovo sistema di illuminazione, il cui studio era stato eseguito dal Professor Plana. Il nuovo impianto si componeva di una lanterna di diametro di 4 metri, di forma dodecagonale a 4 ordini di cristalli piani sul lato verso mare, mentre la parte verso monte, nel settore fra 110° e 290°, era oscurata per mezzo di lamiere di rame di forma circolare. La base della Lanterna poggiava dal lato mare su lastre di piombo e dal lato terra su lastre di ferro; il tutto era rinforzato con montanti e traversini di ferro. Le principali caratteristiche erano: luce bianca fissa con portata a 15 miglia a cui erano sovrapposti splendori intervallati di un minuto visibili fino a 20 miglia circa.

Lanterna di Genova, 1920 circa

Verso la fine dell'Ottocento il faro iniziò a essere ritenuto inadeguato in relazione all'arco di costa che doveva segnalare; nel 1881 si propose persino di declassarlo e di costruirne uno nuovo sul promontorio di Portofino, in questo meglio rispondente alle necessità della navigazione. Tale proposta venne tuttavia accantonata tre anni dopo, perché alla luce delle nuove possibilità che l'evoluzione tecnica consentiva, fu possibile adottare la soluzione di potenziare il faro di Genova in modo da ottenere la copertura della costa a est fino al settore del Faro del Tino e a ovest fino al settore del Faro di Capo Mele.

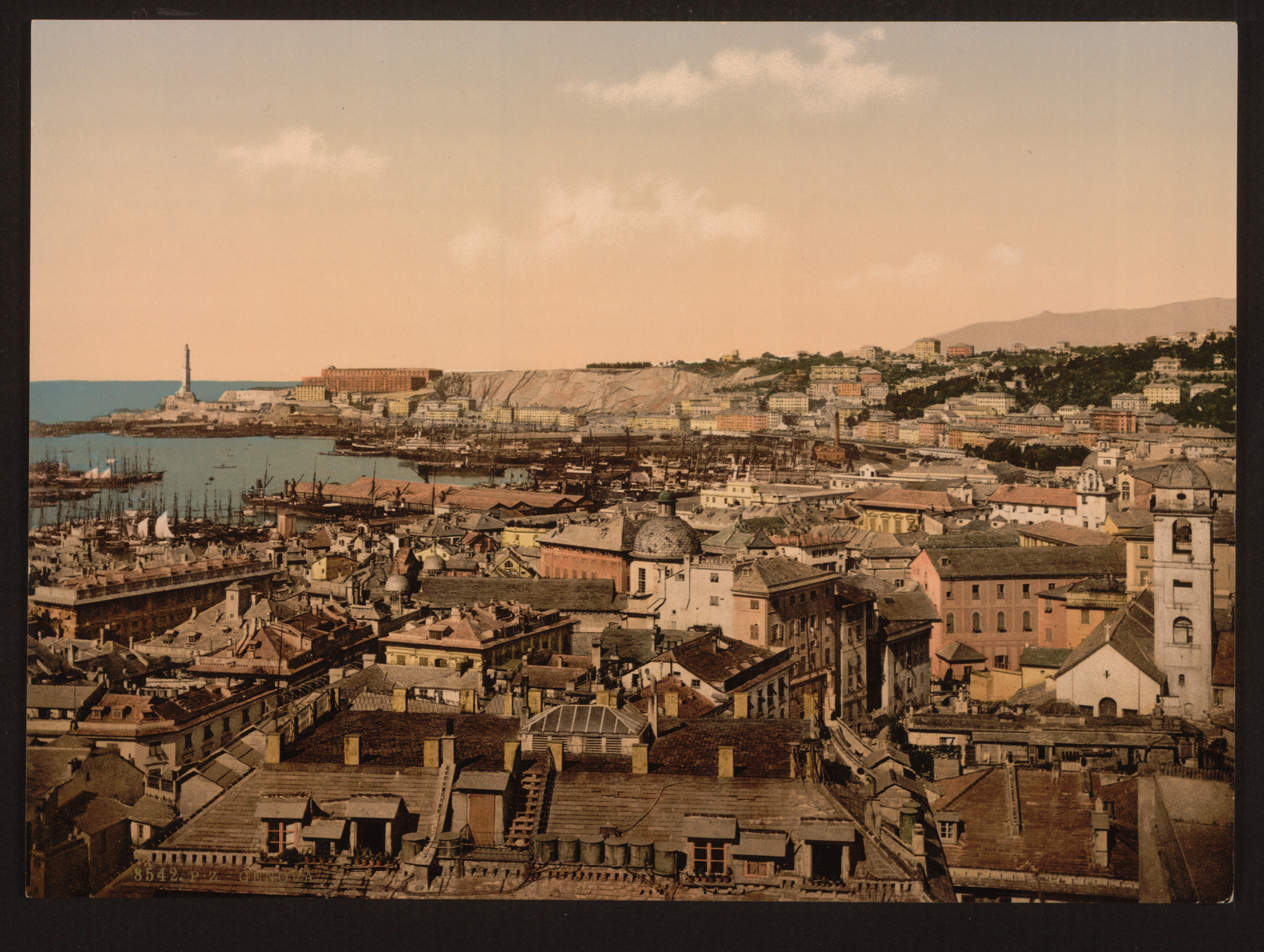
La Lanterna in una foto di fine Ottocento, con il promontorio di San Benigno e le sue caserme

Dopo gli ulteriori aggiornamenti del 1898 e del 1913, nel 1936 si ebbe il passaggio all'elettrificazione moderna. Quindi nel 1956, dopo i danni ricevuti dall'aviazione statunitense e britannica nella Seconda guerra mondiale, la vecchia lanterna venne sostituita insieme all'ottica rotante e a tutti i congegni. Le dimensioni della nuova lanterna, per non modificare lo stile architettonico dell'antico monumento, furono similari alla precedente del 1841. Contestualmente venne inoltre sistemato un impianto per l'erogazione dell'energia di emergenza, messo in opera un montacarichi nell'angusto spazio della tromba delle scale e ritinteggiato lo stemma della gloriosa Repubblica Marinara sulla facciata della torre inferiore.
Come ultima modifica degna di nota, nel 1970 l'antico impianto di rotazione a peso motore, rimasto in sito quale riserva, fu sostituito da un impianto di rotazione elettrico e a seguito dell'apertura dell'aeroporto di Genova, posto a pochi chilometri della torre, alla sommità della cupola della Lanterna fu messo in opera un fanale intermittente rosso, di modesta portata, quale segnale di pericolo per gli aerei.
L'intero complesso, comprendente faro, fortificazioni, piazzali e parco urbano, è stato restaurato e reso accessibile al pubblico tra il 1995 e il 2004.
Nel 2024 è stata nominata lighthouse of the year dall'Associazione Internazionale delle Autorità per i Fari (IALA).

## La Porta della Lanterna

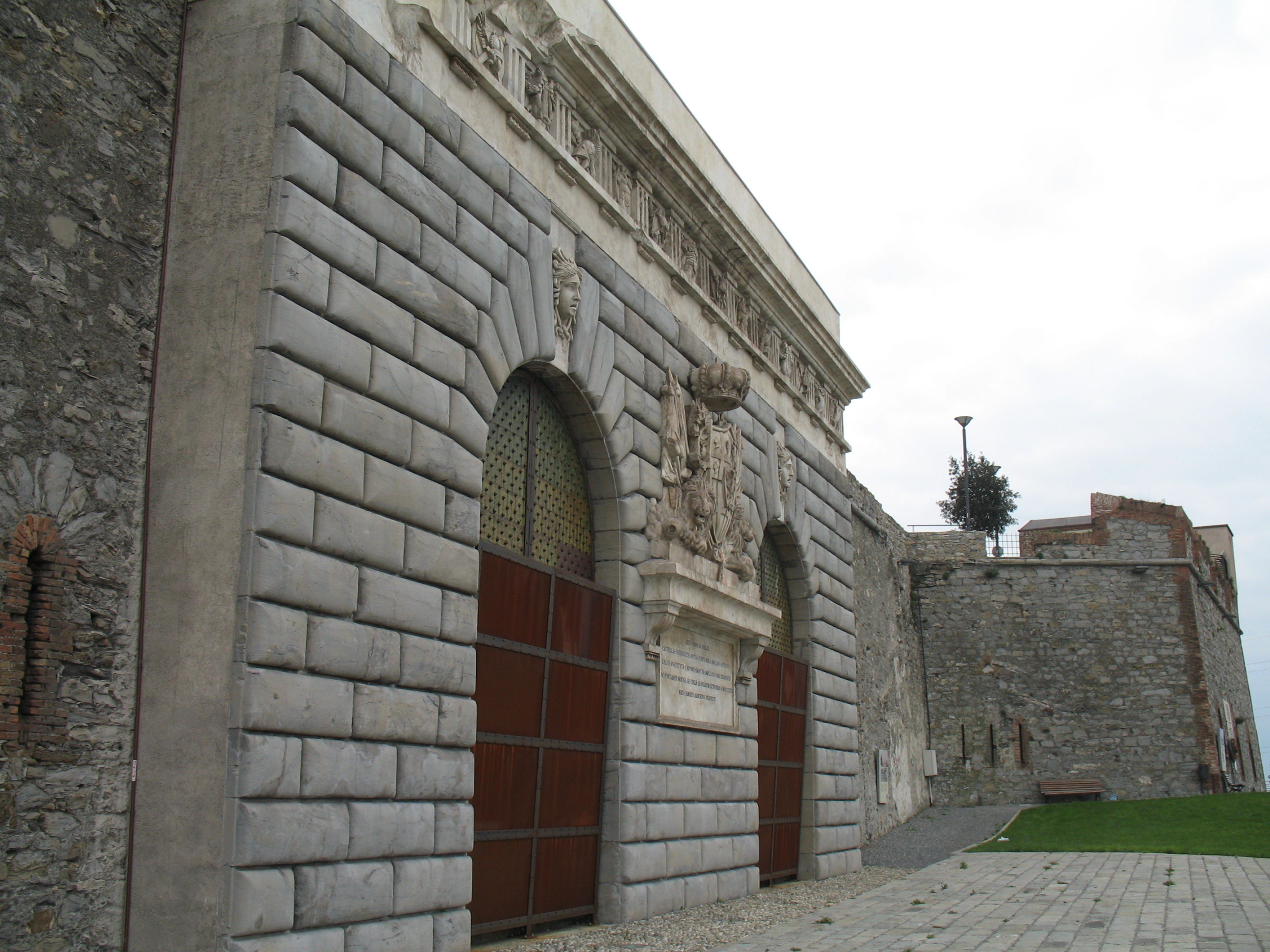
Porta Nuova, Porta della Lanterna o Porta del Chiodo, nella sua attuale posizione addossata alle mura della Lanterna

Dal momento che la Lanterna sorgeva sulla principale via di comunicazione fra Genova e il ponente, fino allo sbancamento del colle di San Benigno nel primo Novecento, già al momento della realizzazione delle cosiddette Mura Nuove seicentesche, venne realizzata una porta al loro interno esattamente ai piedi della Lanterna.
Quindi, come ricorda lo storico Federico Donaver, alla vecchia porta, mantenuta in sede fino alla sua demolizione nel 1877, ne fu affiancata una nuova costruita fra il 1828 e il 1831, chiamata Porta Nuova, Porta della Lanterna o Porta del Chiodo dal nome del suo progettista, il generale Agostino Chiodo. Come scriveva lo stesso Donaver infatti, la stessa porta e le vie adiacenti prendevano "nome della Lanterna o Faro pei naviganti che si eleva a 127 m sul livello del mare, la cui costruzione rimonta al 1549". La porta, a duplice fornice, era ricavata nel vivo della roccia era e aveva, originariamente, due ponti levatoi sostenuti da catene che scorrevano su ruote di bronzo, presto sostituiti, per le mutate necessità pratiche, con una passerella fissa. La facciata neoclassica è costruita in pietra di promontorio (ricavata dallo stesso colle alle spalle della Lanterna) e marmo bianco di Carrara, abbinamento che conta precedenti illustri nell'architettura della città. Notevole è l'appartato scultoreo, costituito dalle metope, delle teste di meduse poste in chiave di volta e dal gruppo dello stemma.
L'edificio della porta fu demolito nel 1935. A seguito di polemiche, per mantenere memoria della porta, la sola facciata venne smontata e ricostruita nell'attuale posizione, addossata al muraglione della Lanterna, una cinquantina di metri più a sud e ruotata di 90° rispetto alla posizione originaria, perdendo l'originaria funzione di porta.

## Il Museo della Lanterna
Annesso alla torre sorge il Museo della Lanterna raggiungibile attraverso una passeggiata di circa seicento metri che costeggia le vecchie mura fino ai piedi del faro partendo da via Milano (parcheggio del terminal traghetti). L'area è raggiungibile dal vicino casello autostradale di Genova-Ovest (Sampierdarena).
Dopo una prima opera di riqualificazione del sito portata a termine nel 2004, nell'aprile del 2006 è stato completato a opera della Soprintendenza ai Beni Ambientali e Architettonici della Liguria il restauro e l'adattamento della Porta Nuova della Lanterna, adiacente alle fortificazioni che ospitano i locali del museo (in origine la porta aveva una rotazione di 90° in direzione nord, chiudendo l'accesso alla città dalla parte di ponente).
In particolare, il lavoro di restauro ha riguardato il riassetto e la pulizia degli elementi in marmo della porta, il riposizionamento di elementi distaccati dall'attico e la sistemazione della pavimentazione in pietra antistante la via di accesso. Contestualmente è stata ripristinata l'agibilità del parco urbano situato a nord della torre.
Alla base del faro, all’interno delle antiche fortificazioni si trova il Museo della Lanterna: nelle prime sale dette dei fucilieri, oggi si racconta la storia della Lanterna. Una parte del museo - ovvero le Sale dei cannoni - è riservata specificatamente all'uso e alla funzione dei fari navali e ai sistemi di segnalamento in mare. Un tipo particolare di lente - la lente di Fresnel, simile a quella adottata dal faro genovese - riproduce per il visitatore, con il proprio fascio di luce in rotazione, la visione in soggettiva dall'interno dell'ottica di un faro vero e proprio.
All'interno del museo sono ospitate periodicamente anche mostre tematiche, laboratori per famiglie e attività didattiche e per le famiglie, ed è possibile organizzare eventi corporate.
Nella stagione estiva, nel parco adiacente Porta Nuova della Lanterna, si svolgono rassegne teatrali, di musica e festival.
Insieme al Museo navale di Pegli, al Galata − Museo del mare e al Museoteatro della Commenda di San Giovanni di Pré (attivo tra il maggio 2009 e il 6 gennaio 2020, destinato a confluire nel Museo nazionale dell'emigrazione italiana), il Museo della Lanterna fa parte del polo culturale del Mu.MA - Istituzione Musei del Mare e delle Migrazioni, creata nel 2005.

## Gestione del faro
Il faro, in qualità di strumento di supporto alla navigazione marittima, è completamente controllato e gestito dal Comando di Zona Fari della Marina Militare con sede in La Spezia (che tra l'altro si occupa di tutti i fari dell'Alto Tirreno). La Marina Militare si occupa della gestione di tutti i fari (di cui 128 d'altura) sugli 8.000 km circa di coste italiane dal 1910, avvalendosi di tecnici sia militari sia civili.
Il resto della Lanterna, nei suoi ruoli di monumento storico, simbolo cittadino e attrazione turistica, è stato gestito dalla provincia di Genova tramite l'associazione Giovani Urbanisti - Fondazione Labò, che ha sostituito dal 2 luglio 2014 la Fondazione Muvita, quest'ultima di proprietà della Provincia di Genova che la gestiva dal 1º luglio 2004. L'associazione si occupava dell'apertura al pubblico del faro e del museo annesso, oltre alla manutenzione ordinaria del complesso, incluso il parco urbano intorno a esso e la passeggiata di accesso.
La Provincia di Genova cessa il suo mandato il 31 dicembre 2014 e passa la gestione al Comune di Genova. La Fondazione Labò con il gruppo Giovani ha continuato a garantire la valorizzazione del Complesso Monumentale secondo le modalità di cui sopra fino al 5 gennaio 2020.
Il Complesso monumentale della Lanterna dal marzo 2018 è entrato a far parte del Mu.MA - Istituzione Musei del Mare e delle Migrazioni.
Dal 6 gennaio 2020 il Gruppo Giovani della Fondazione Labò e parte degli Amici della Lanterna si sono costituiti in un'impresa culturale creativa nata dall’esperienza di conduzione degli ultimi cinque anni: la PHAROS light for heritage che, in collaborazione con l'associazione Amici della Lanterna, sino a gennaio 2025 ha promosso e sostenuto le iniziative per la valorizzazione del monumento simbolo di Genova.
Per informazioni: 
www.lanternadigenova.com;
www.museidigenova.it

## Galleria d'immagini

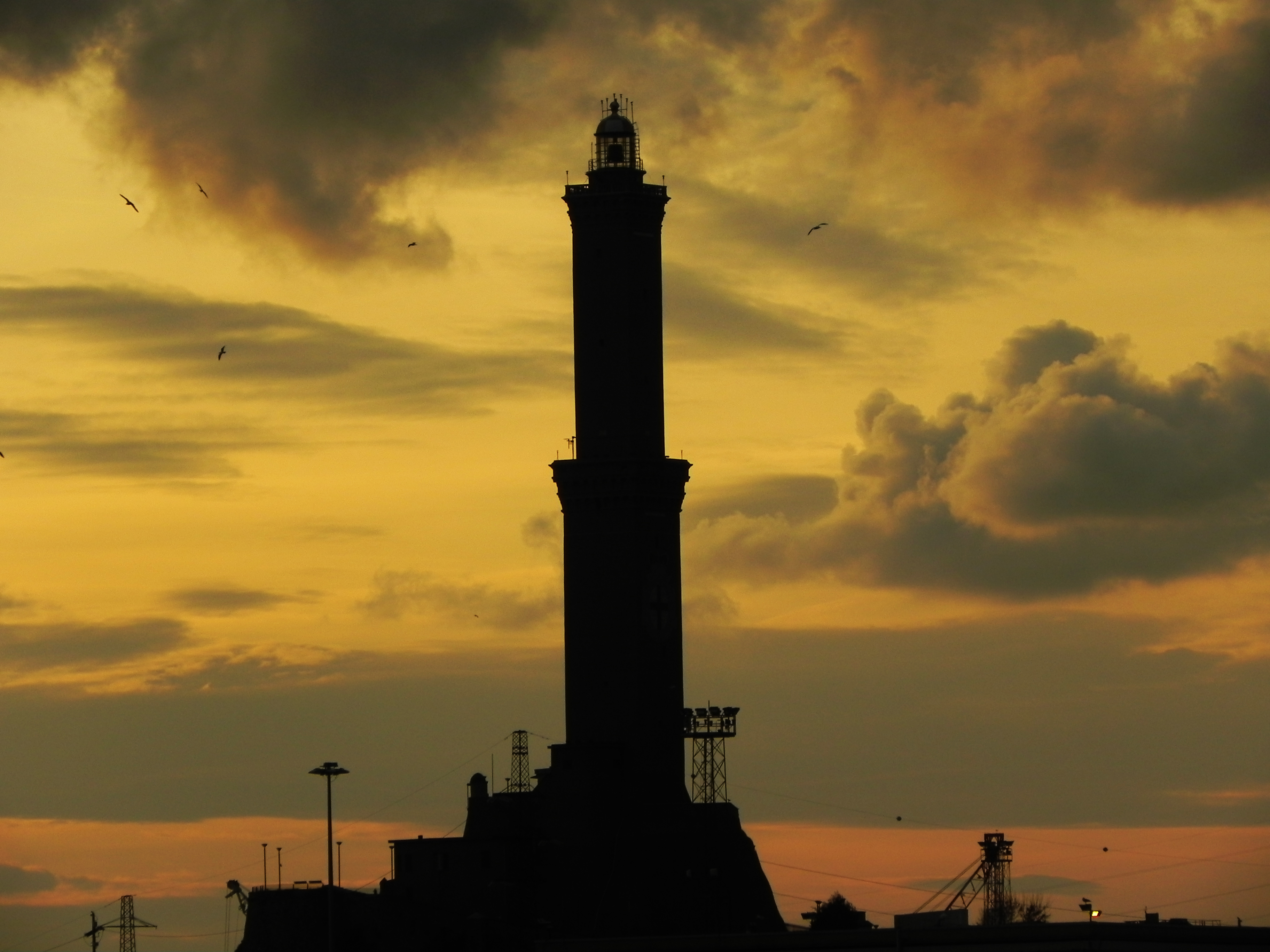
La Lanterna al tramonto
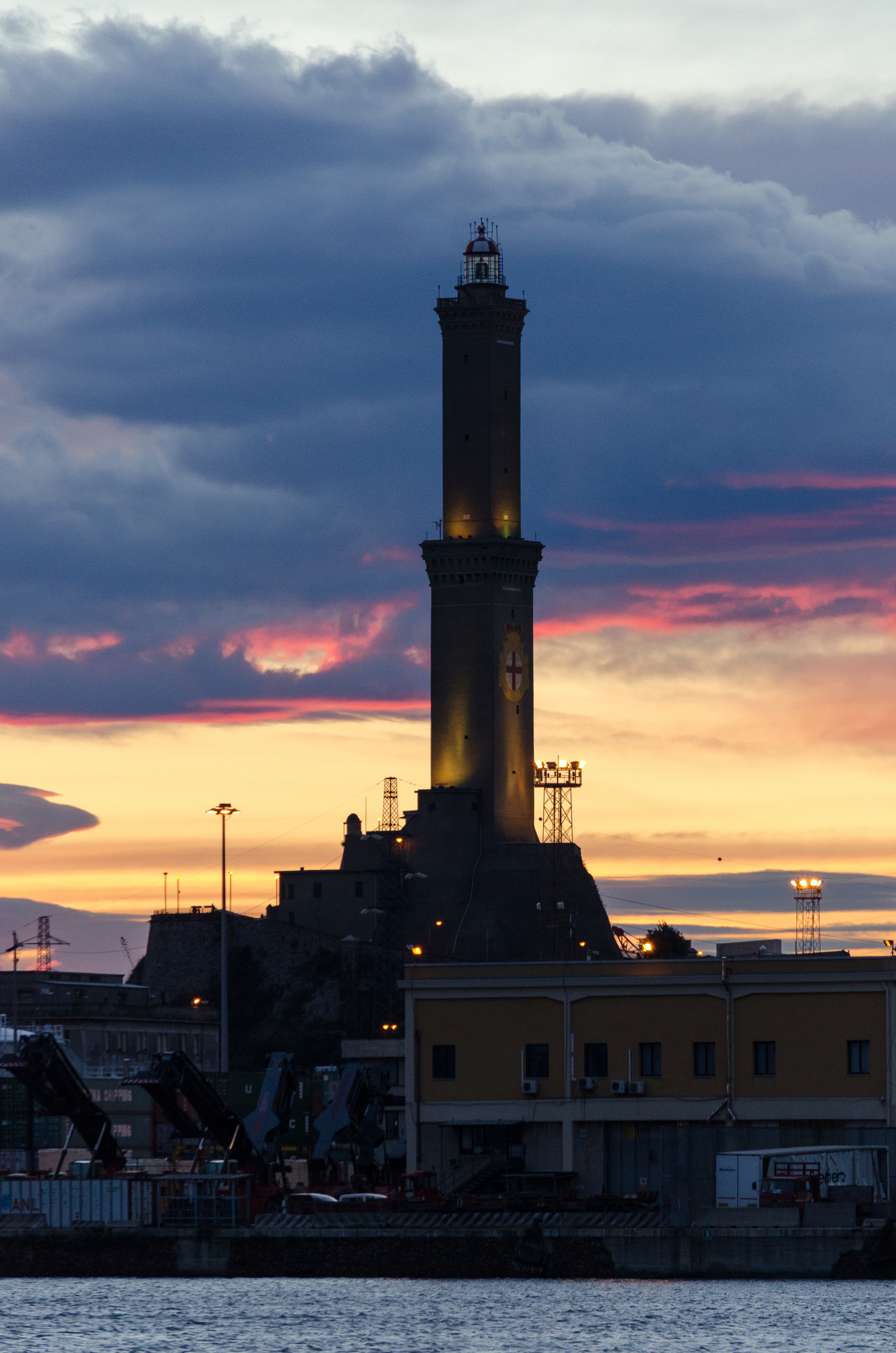
La Lanterna al tramonto
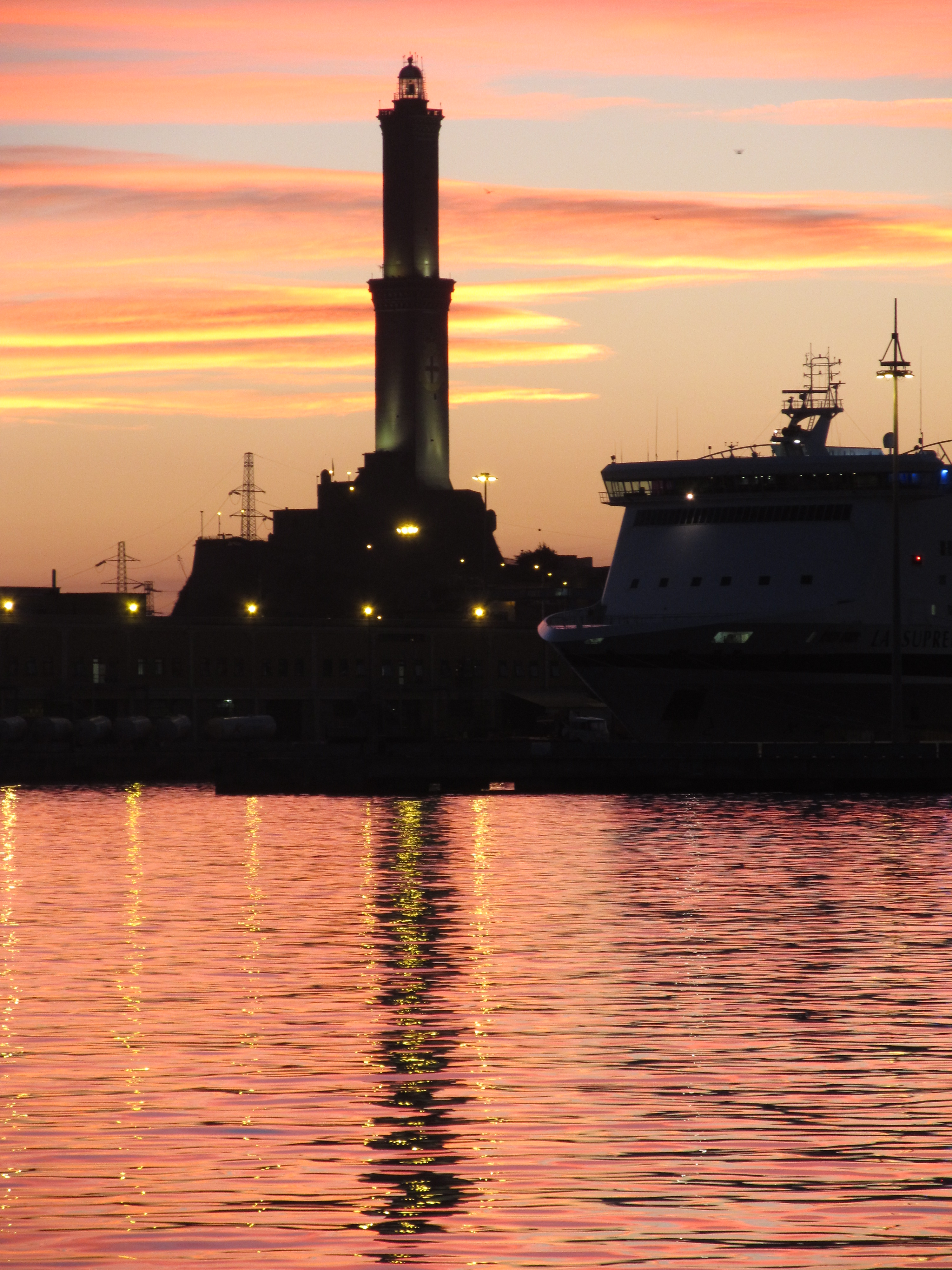
La Lanterna al tramonto
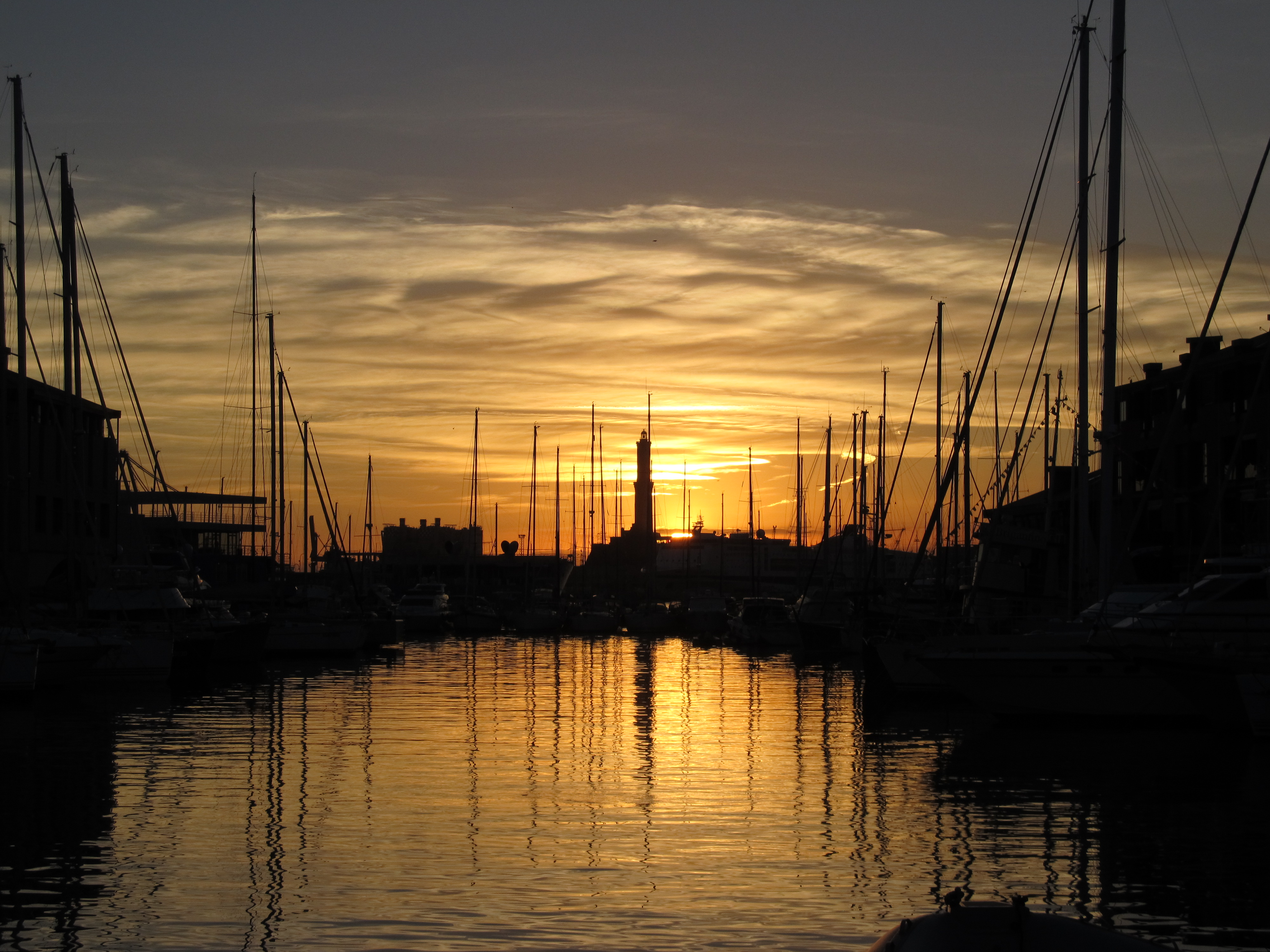
La Lanterna al tramonto
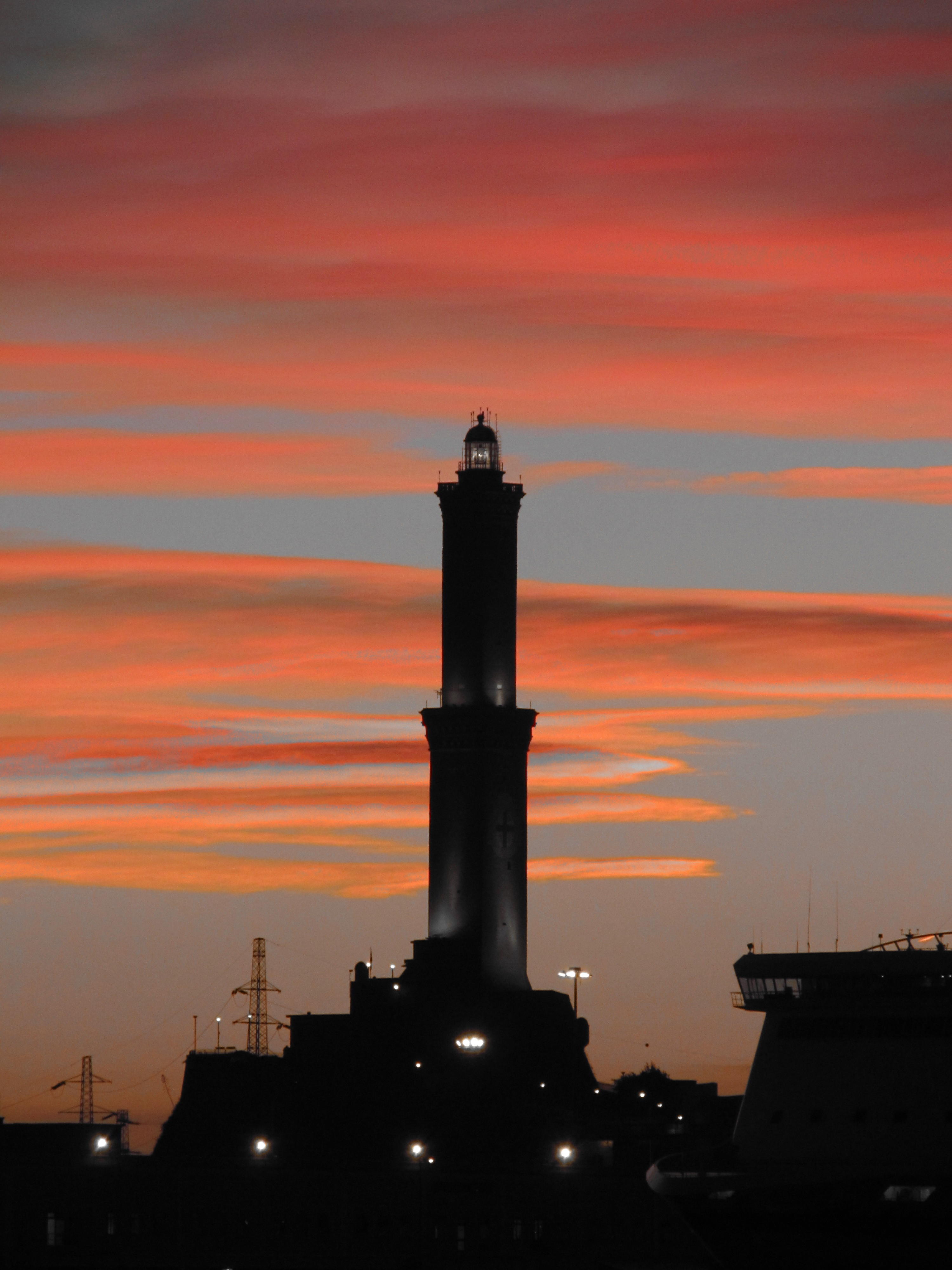
La Lanterna al tramonto
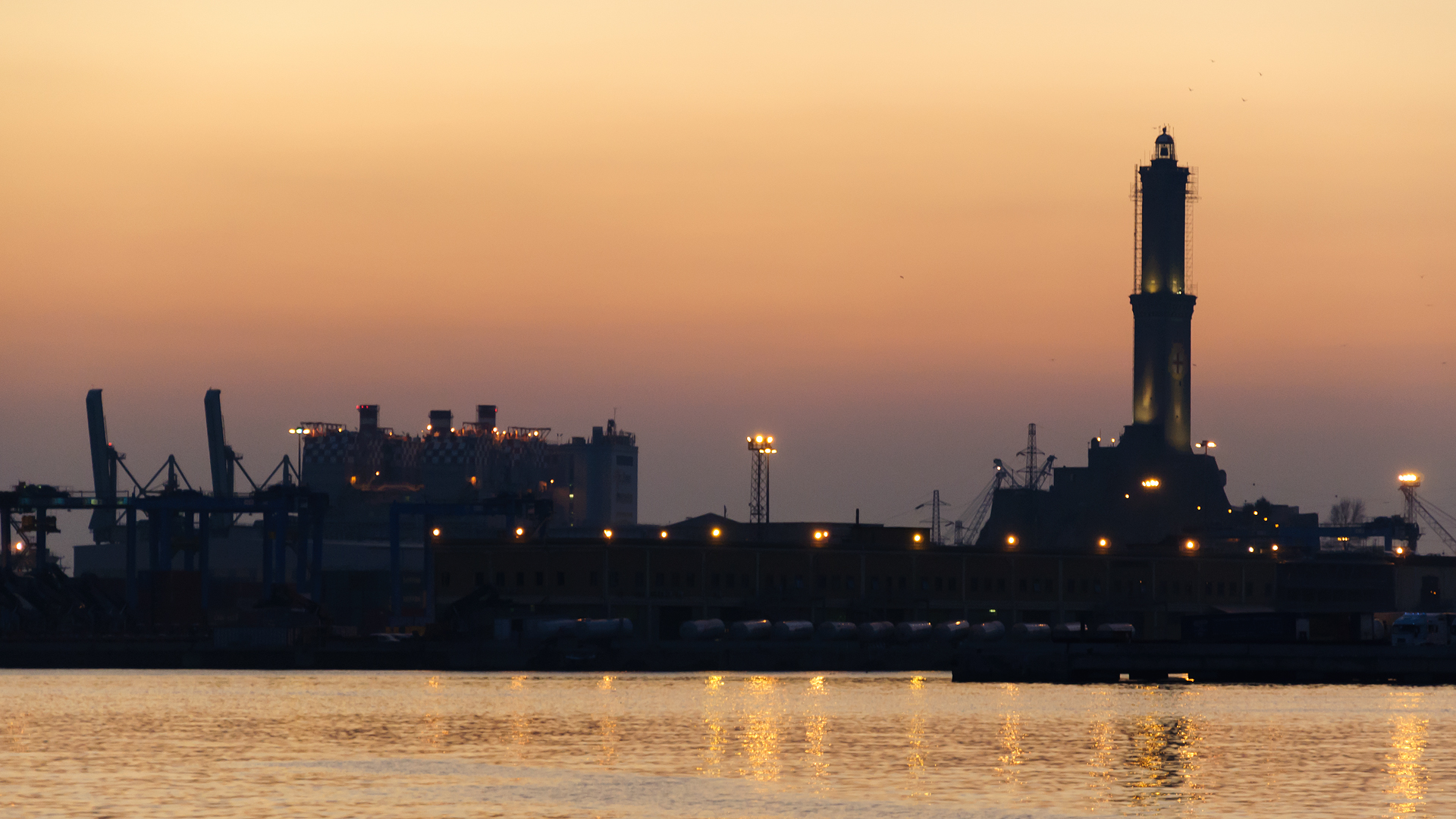
La Lanterna al tramonto
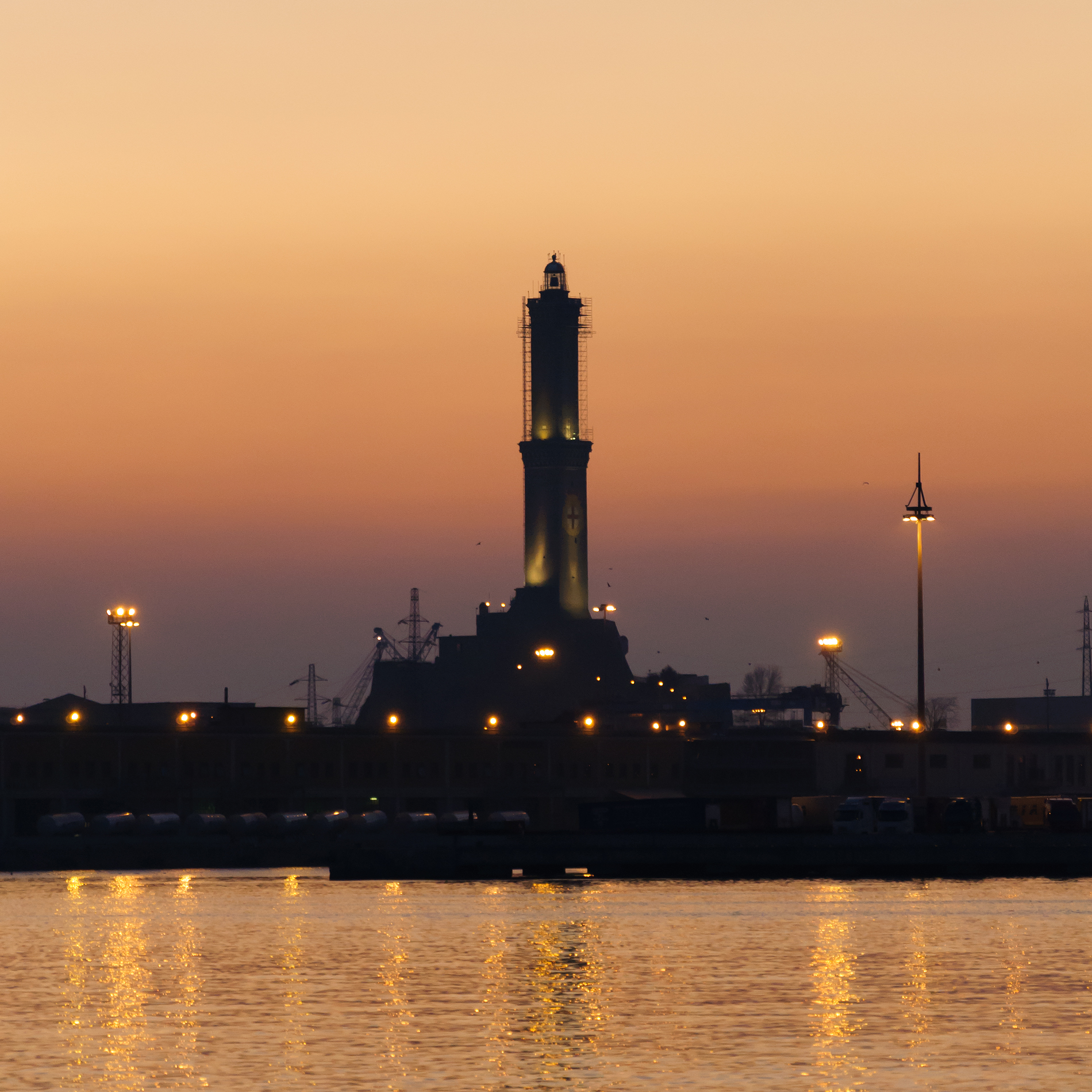
La Lanterna al tramonto
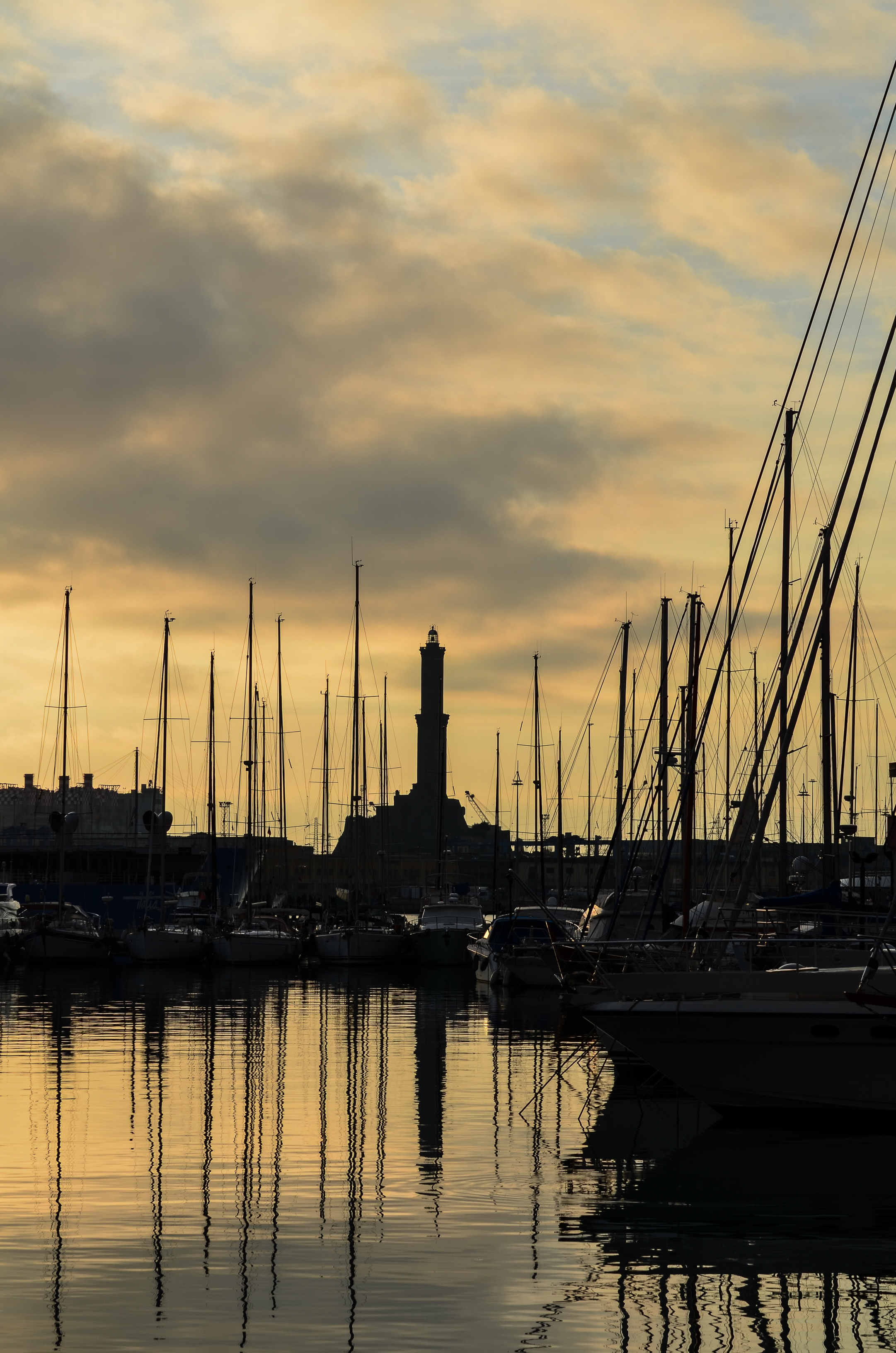
La Lanterna, vista dal porto antico
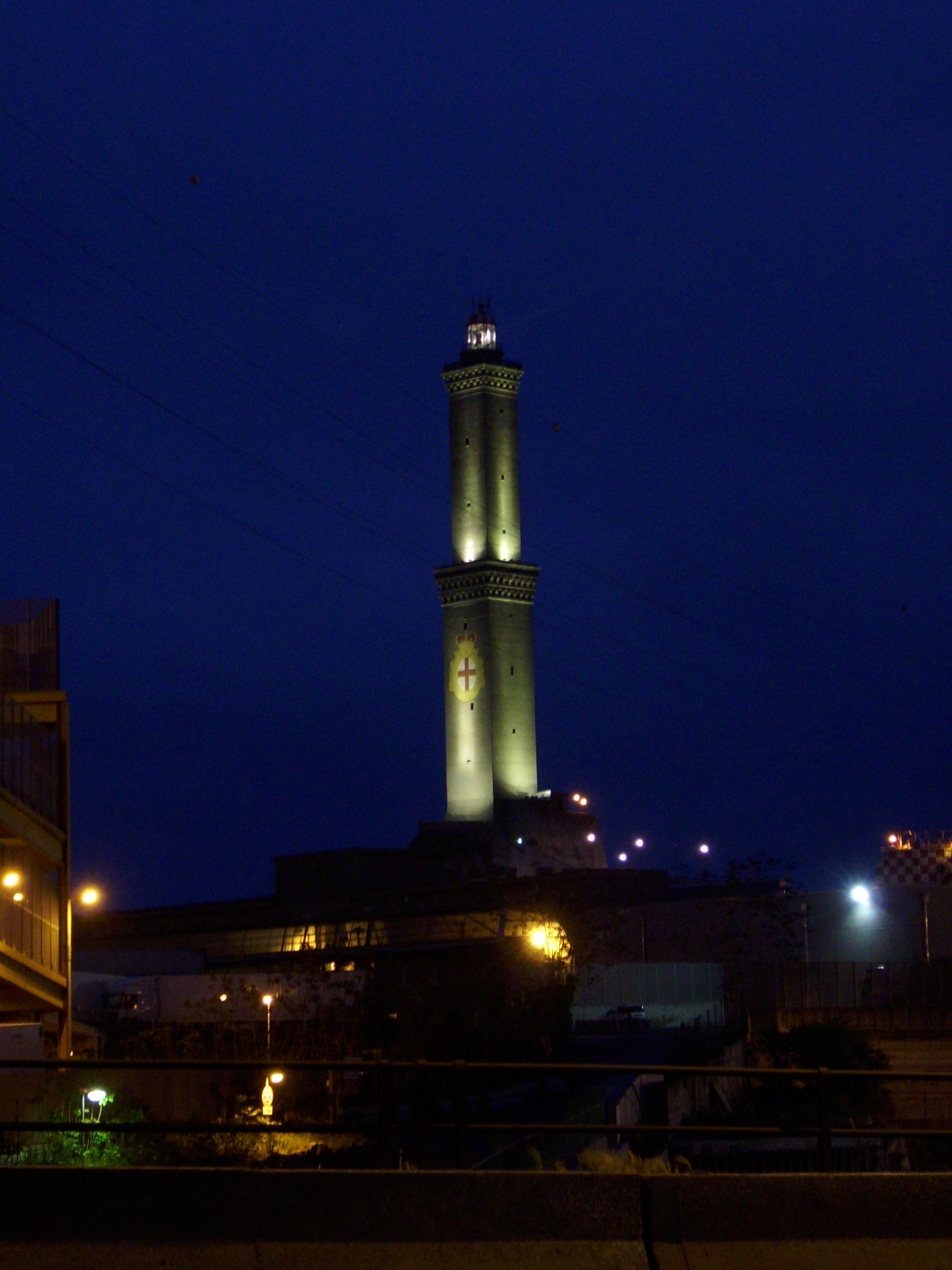
La Lanterna di notte
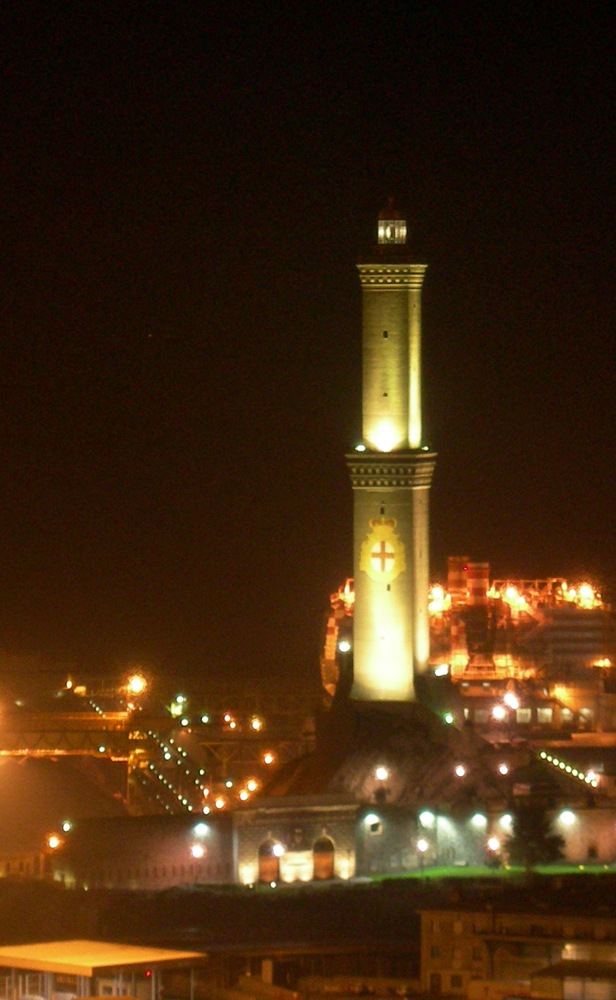
La Lanterna di notte
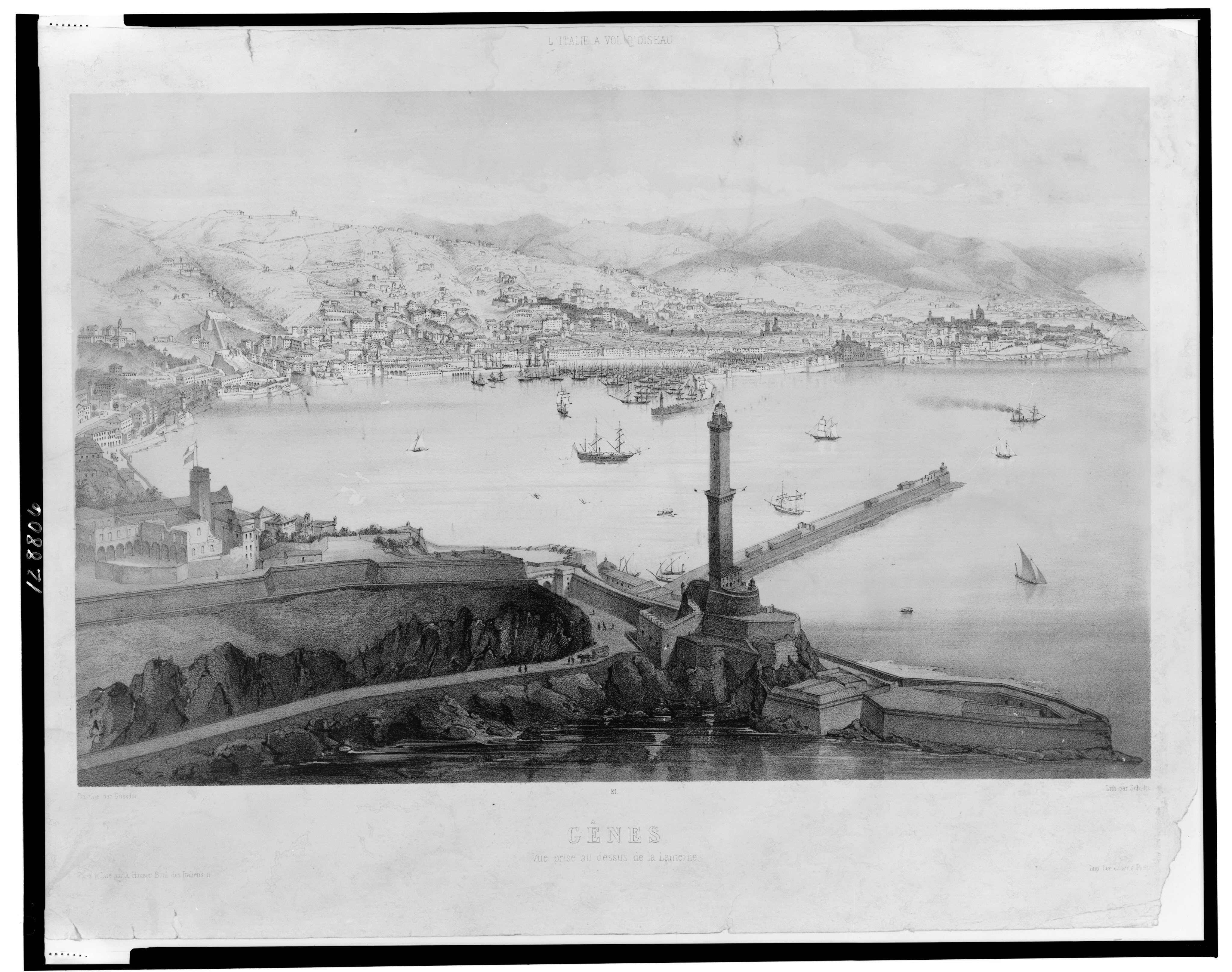
La Lanterna a inizio Ottocento, con il promontorio ancora intatto e le caserme
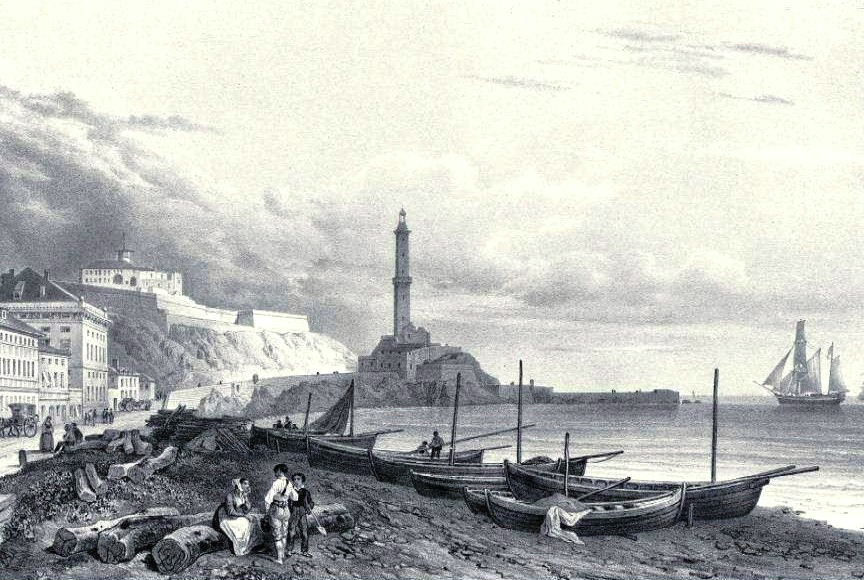
Litografia di Isador Laurent Deroy, vista dalla spiaggia di Sanpierdarena, 1839
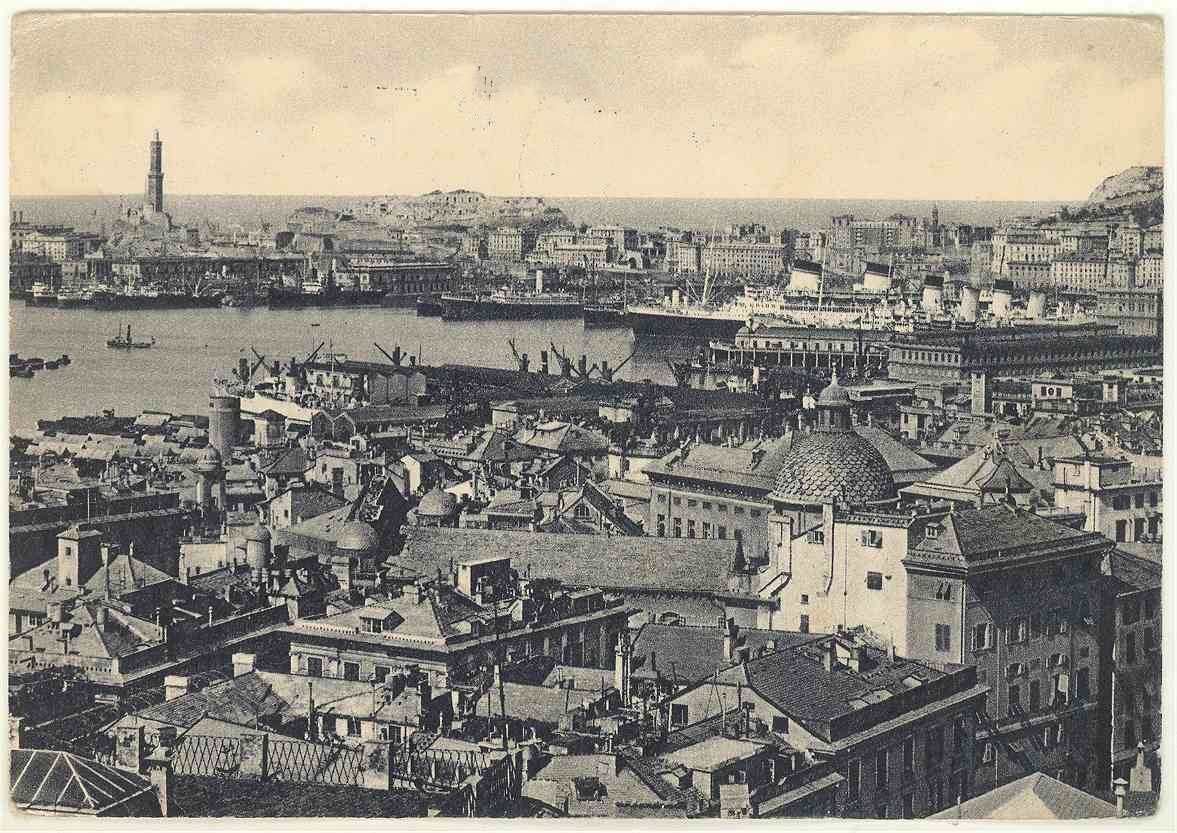
Nel 1941 era ancora presente il colle di San Benigno con i ruderi delle caserme
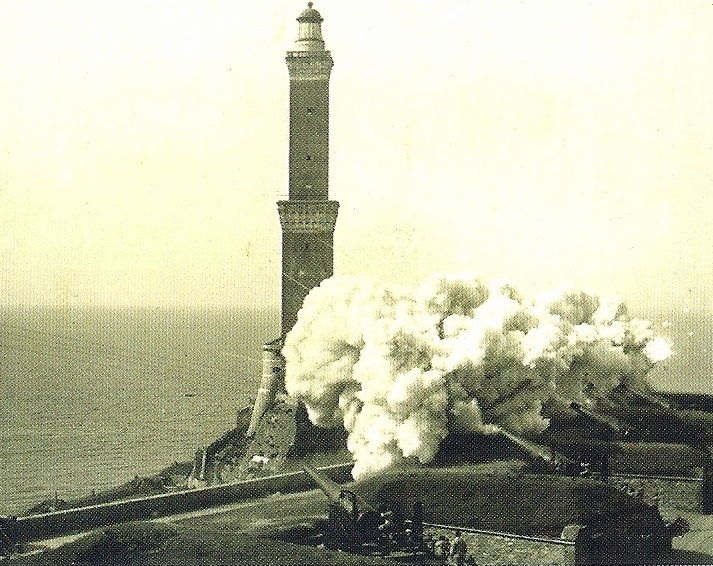
Esercitazioni delle batterie dalle caserme di San Benigno
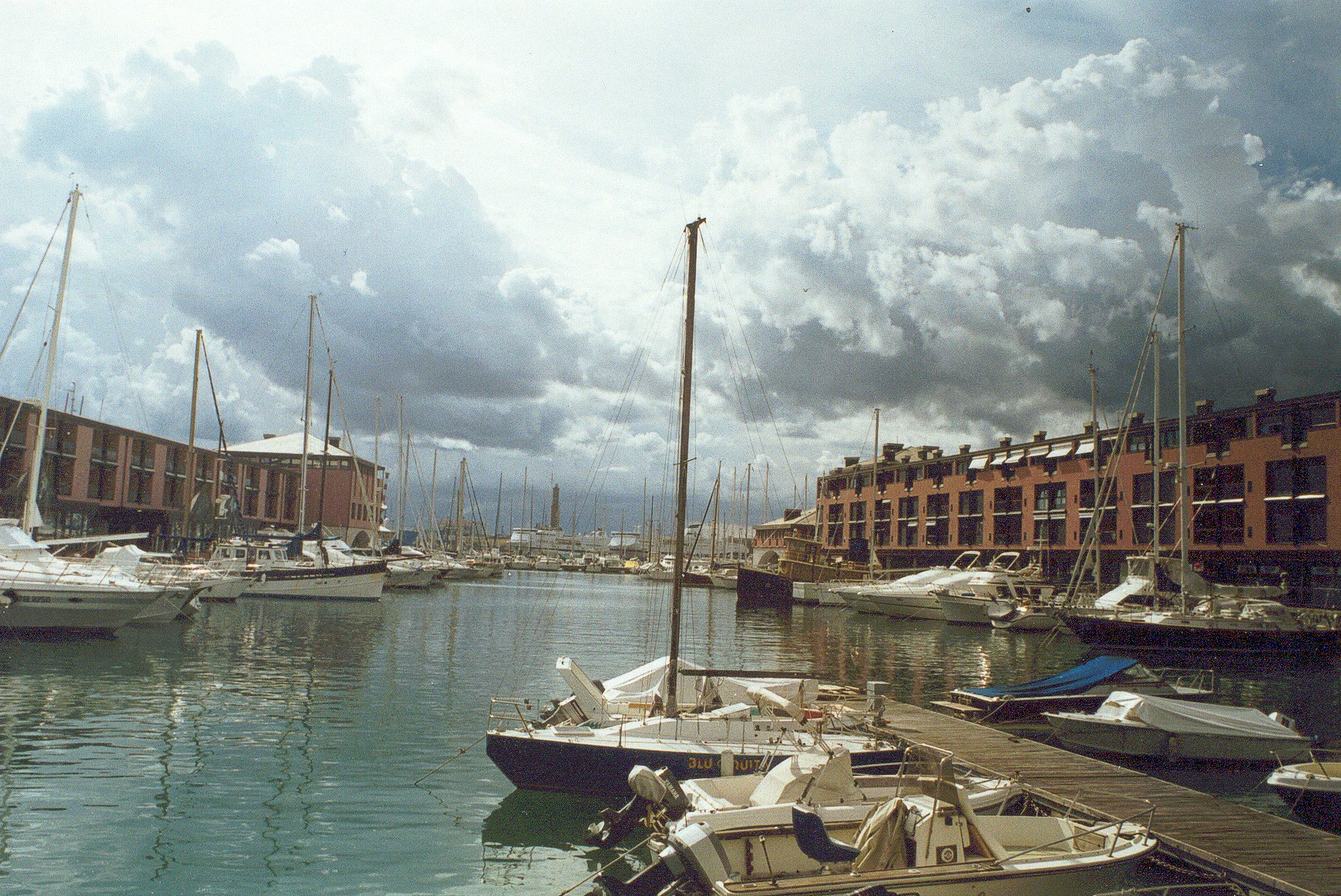
La Lanterna visibile dal porto antico, all'altezza della via intitolata a Fabrizio De André
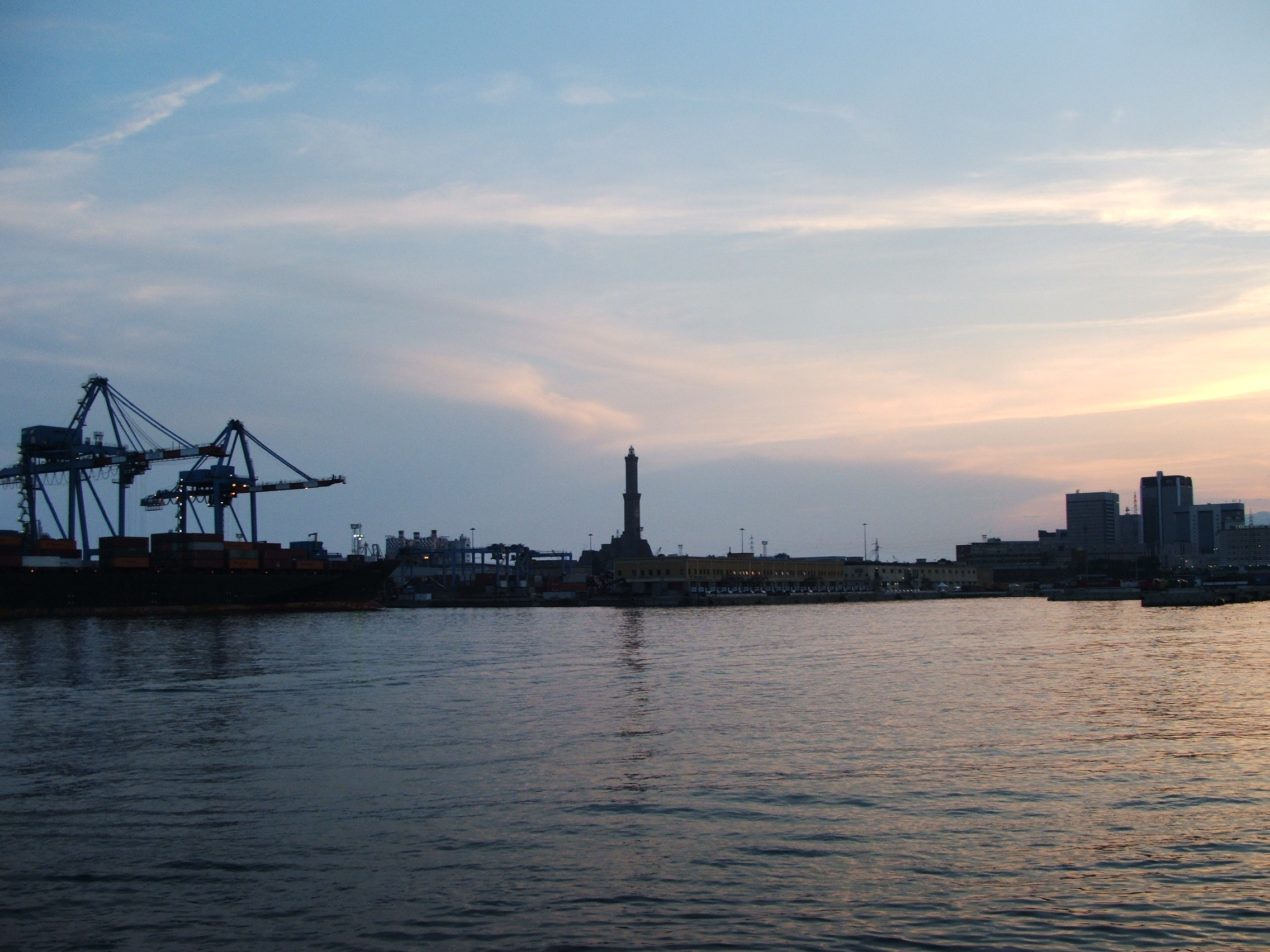
La Lanterna al centro del porto di Genova
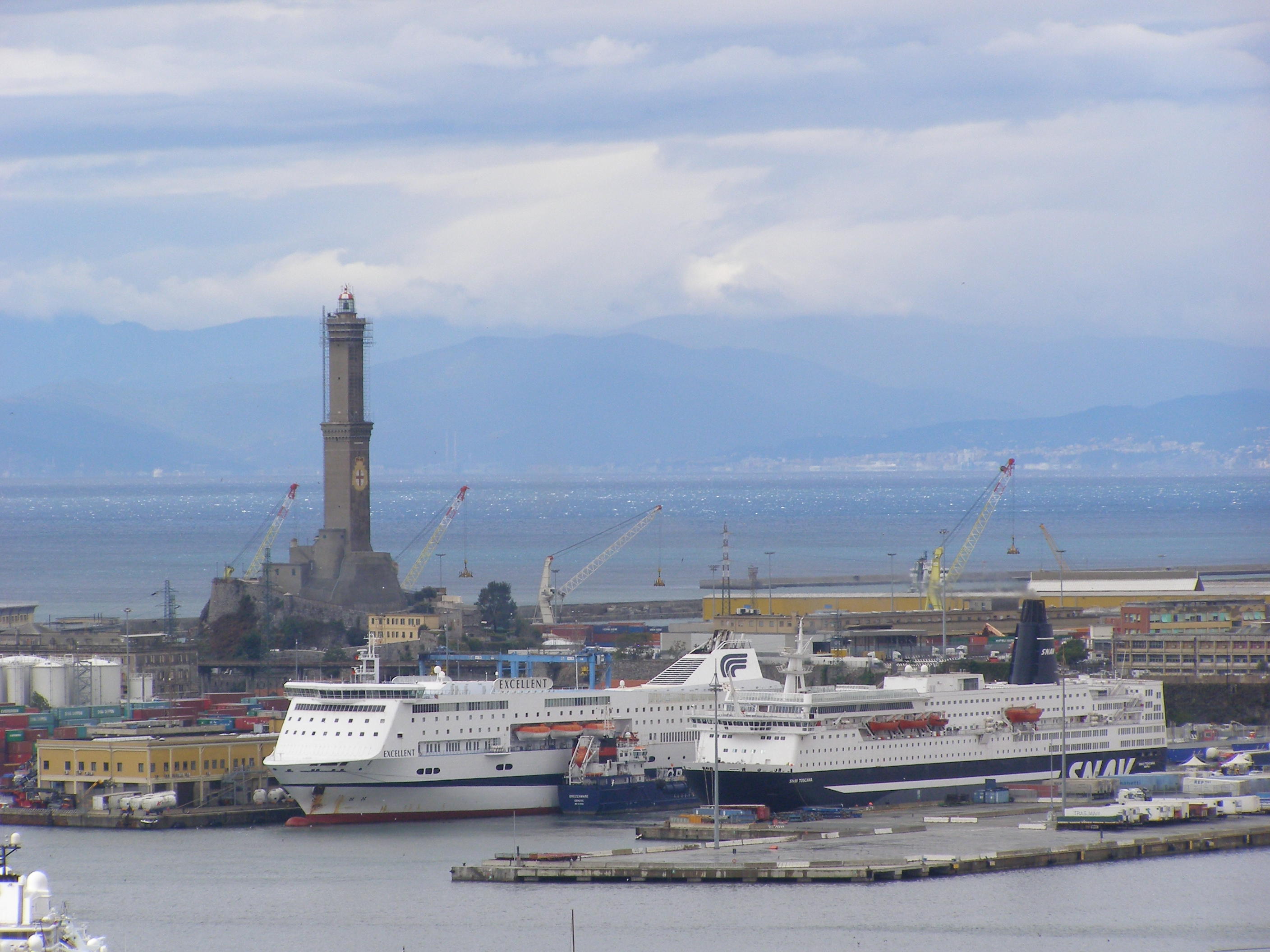
La Lanterna dal punto panoramico di Castelletto
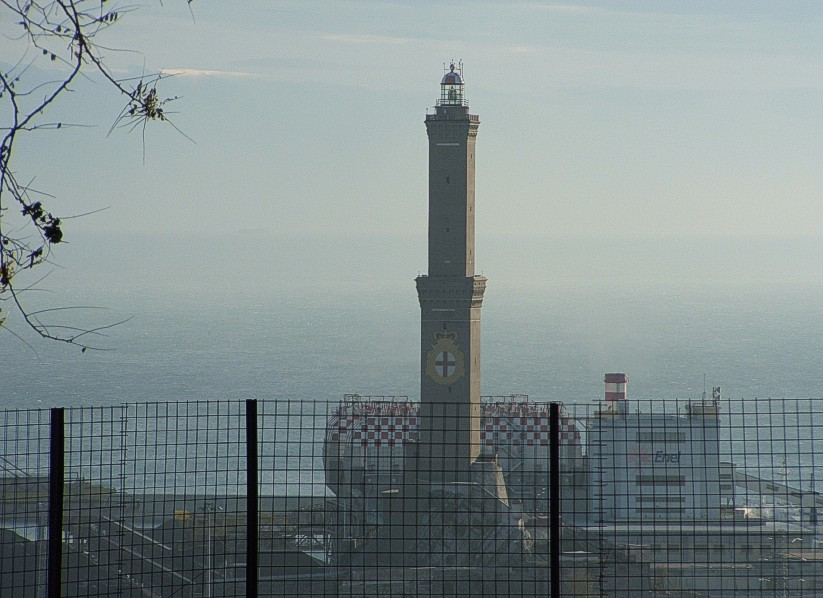
La Lanterna, con l'adiacente centrale elettrica dell'Enel
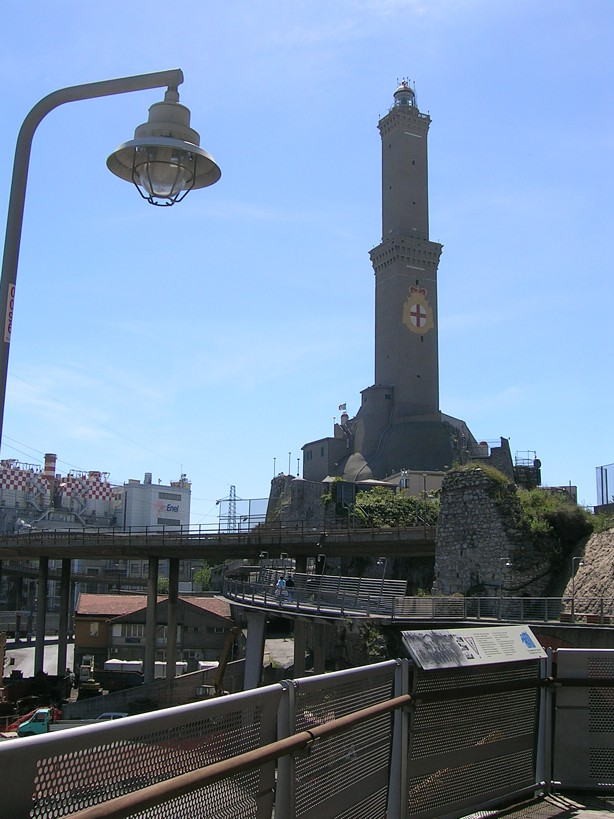
La Lanterna dalla passeggiata pedonale che la collega alla città
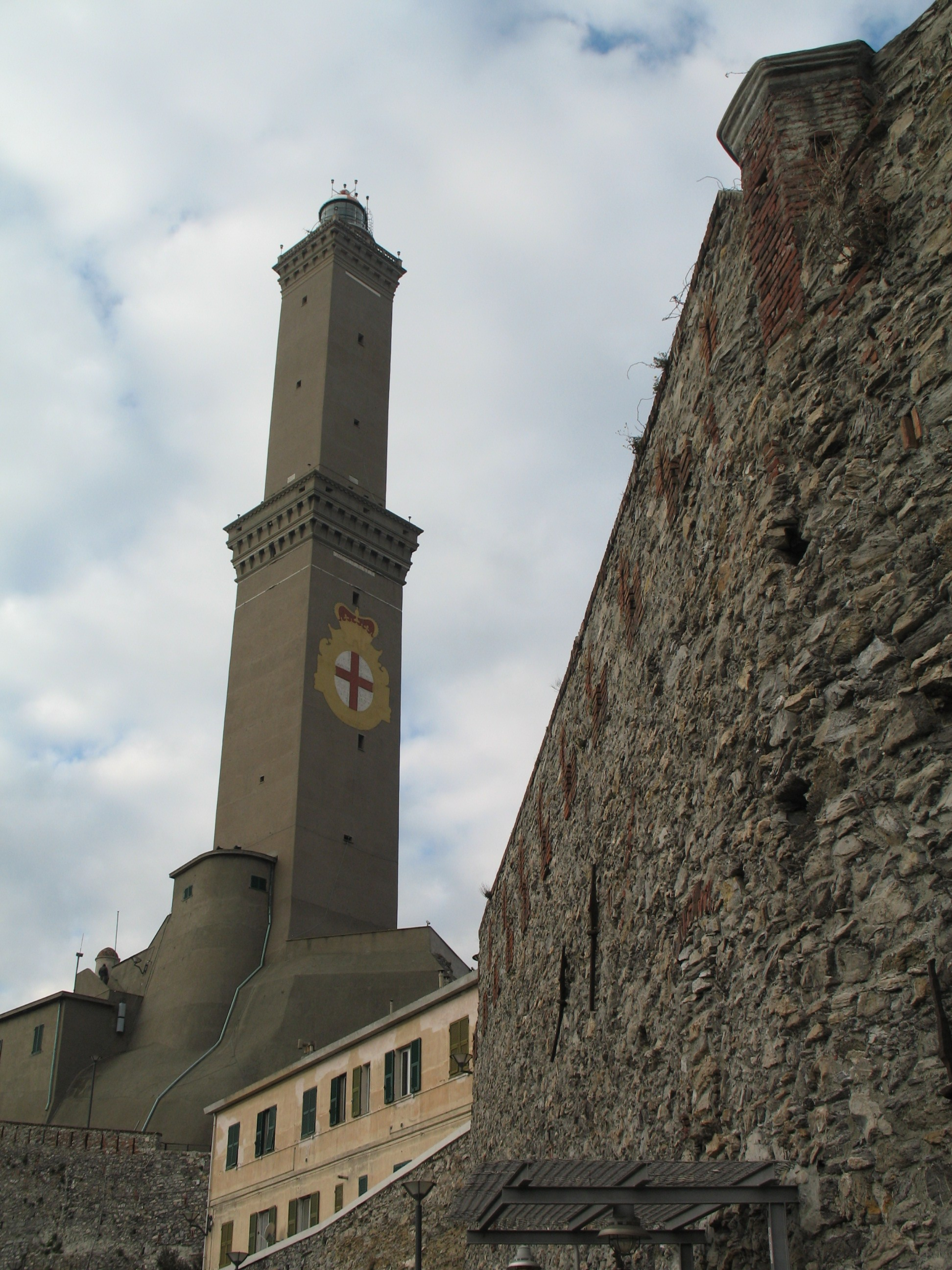
La Lanterna dalla base delle mura che si dipartono da essa
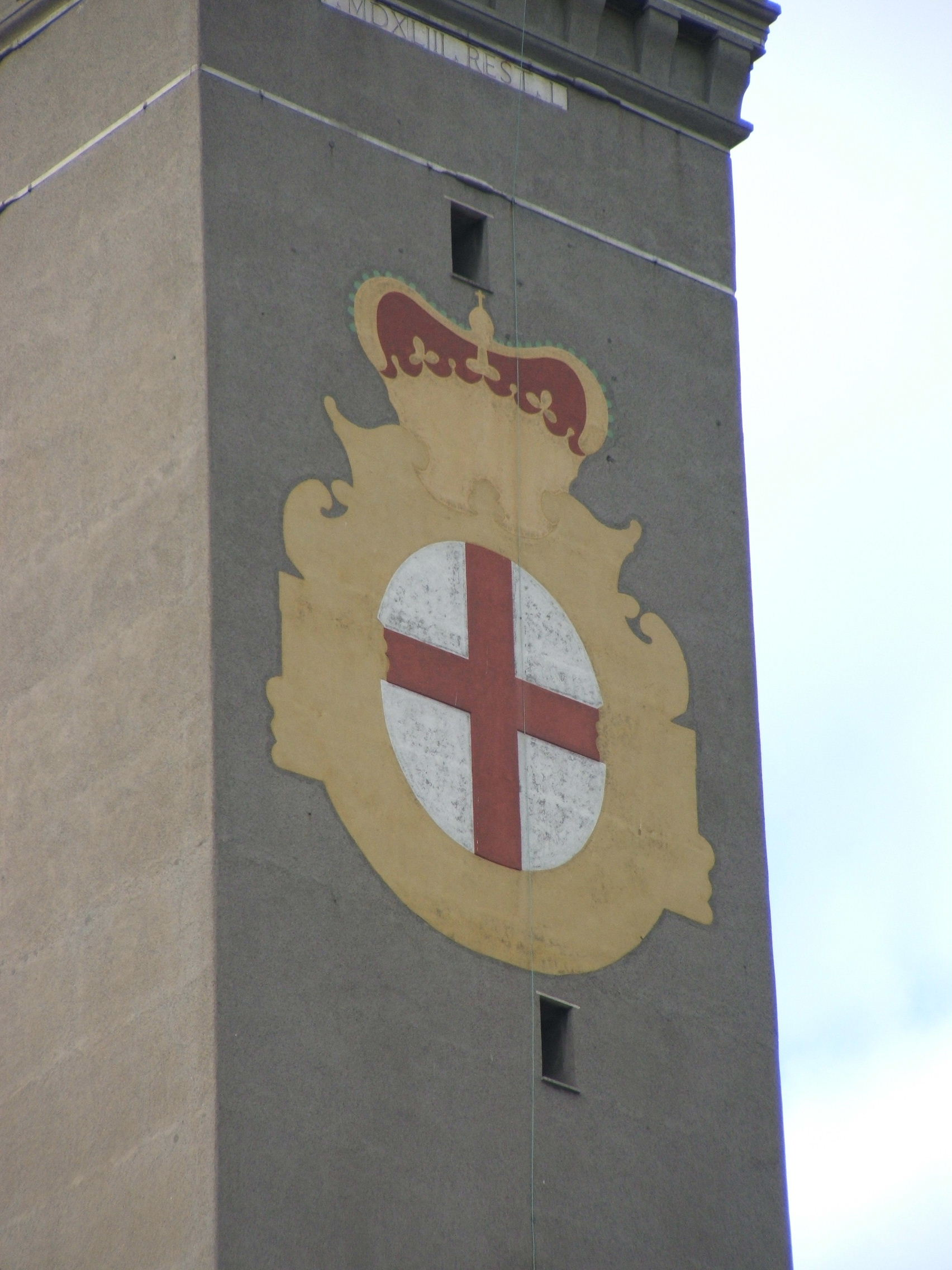
Lo Stemma di Genova sulla Lanterna
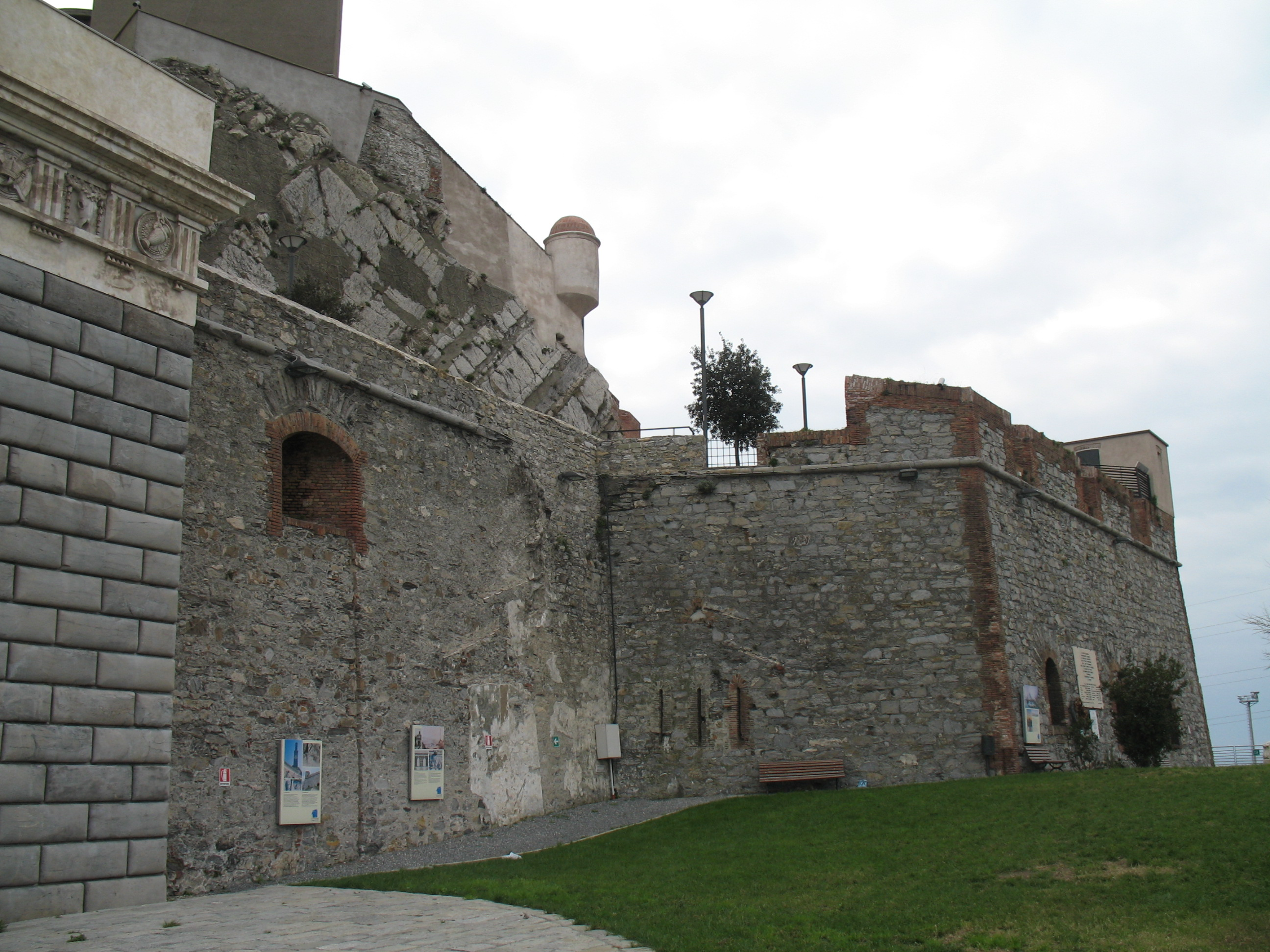
Il parco urbano e le fortificazioni alla base della Lanterna
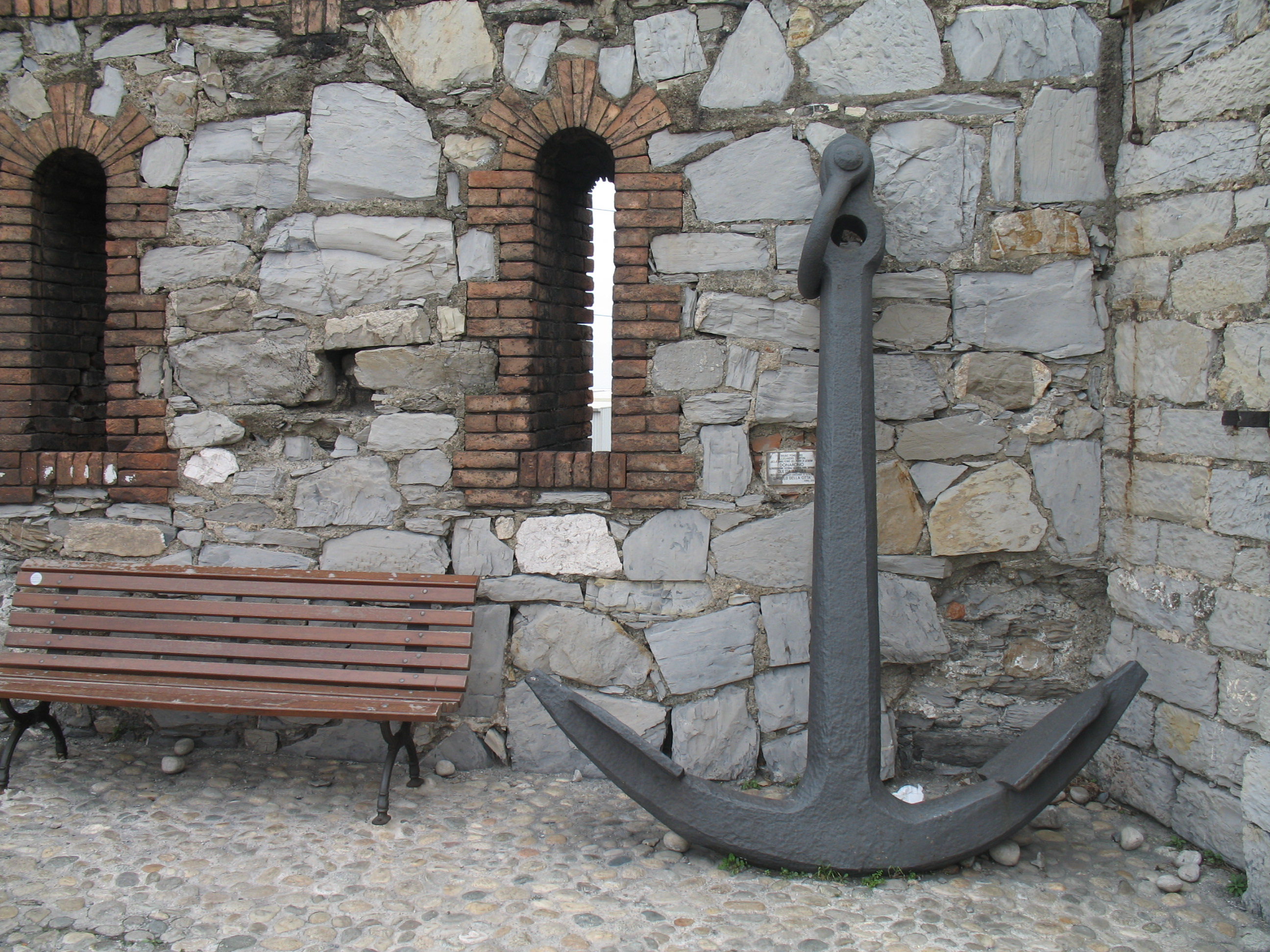
L'ancora presente all'ingresso del complesso
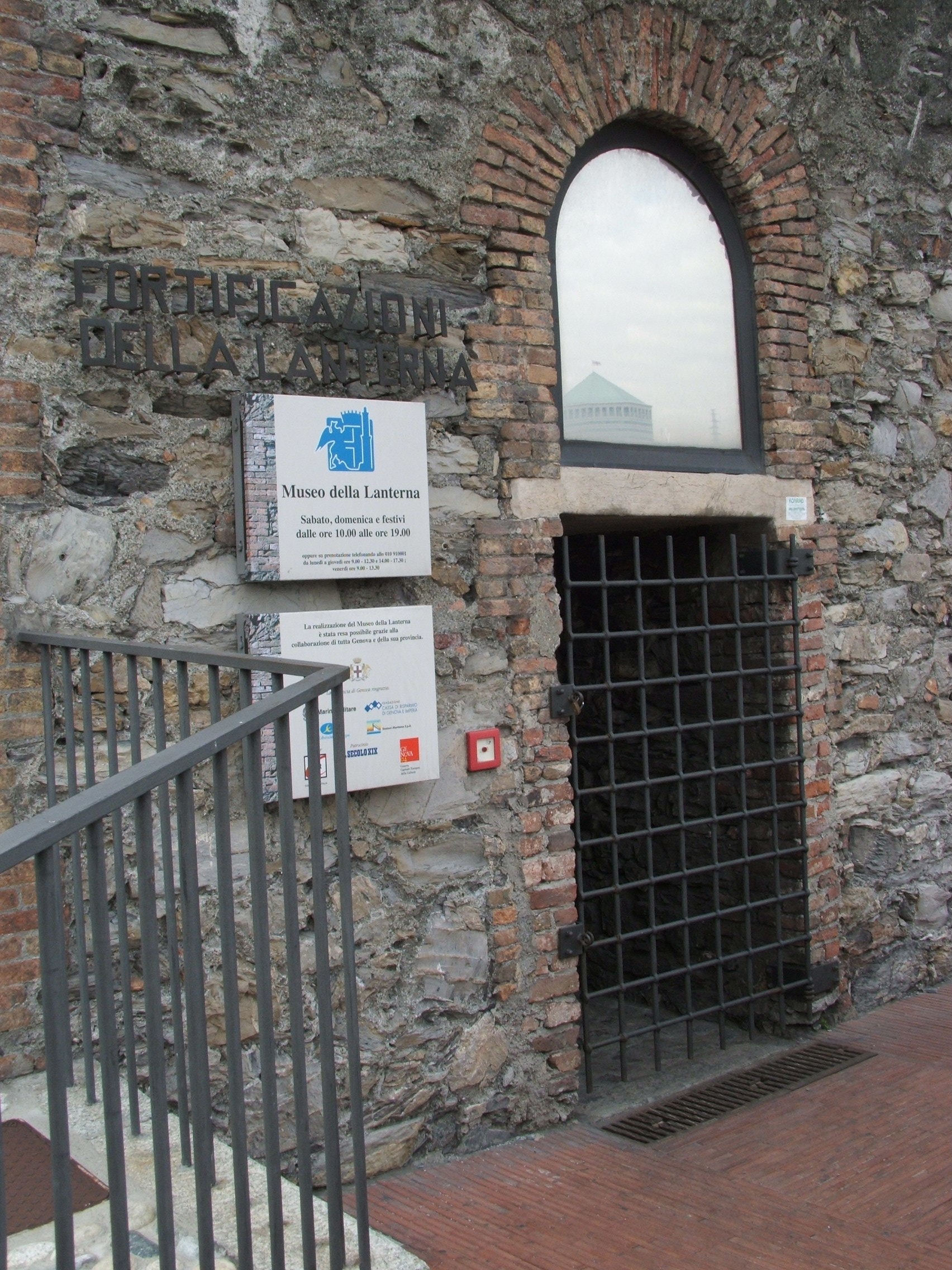
L'ingresso al museo e alle fortificazioni
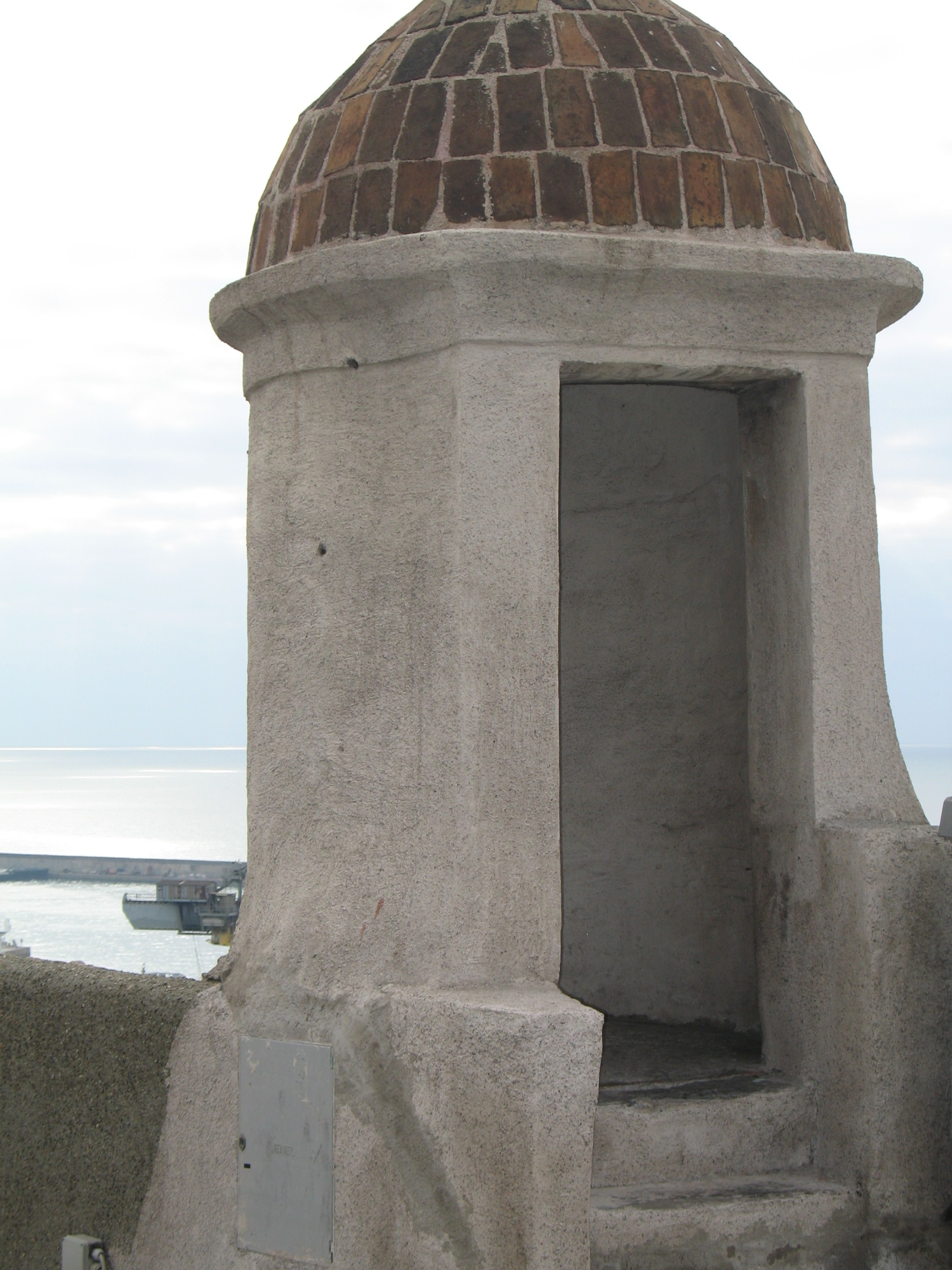
Uno delle numerose garitte di guardia
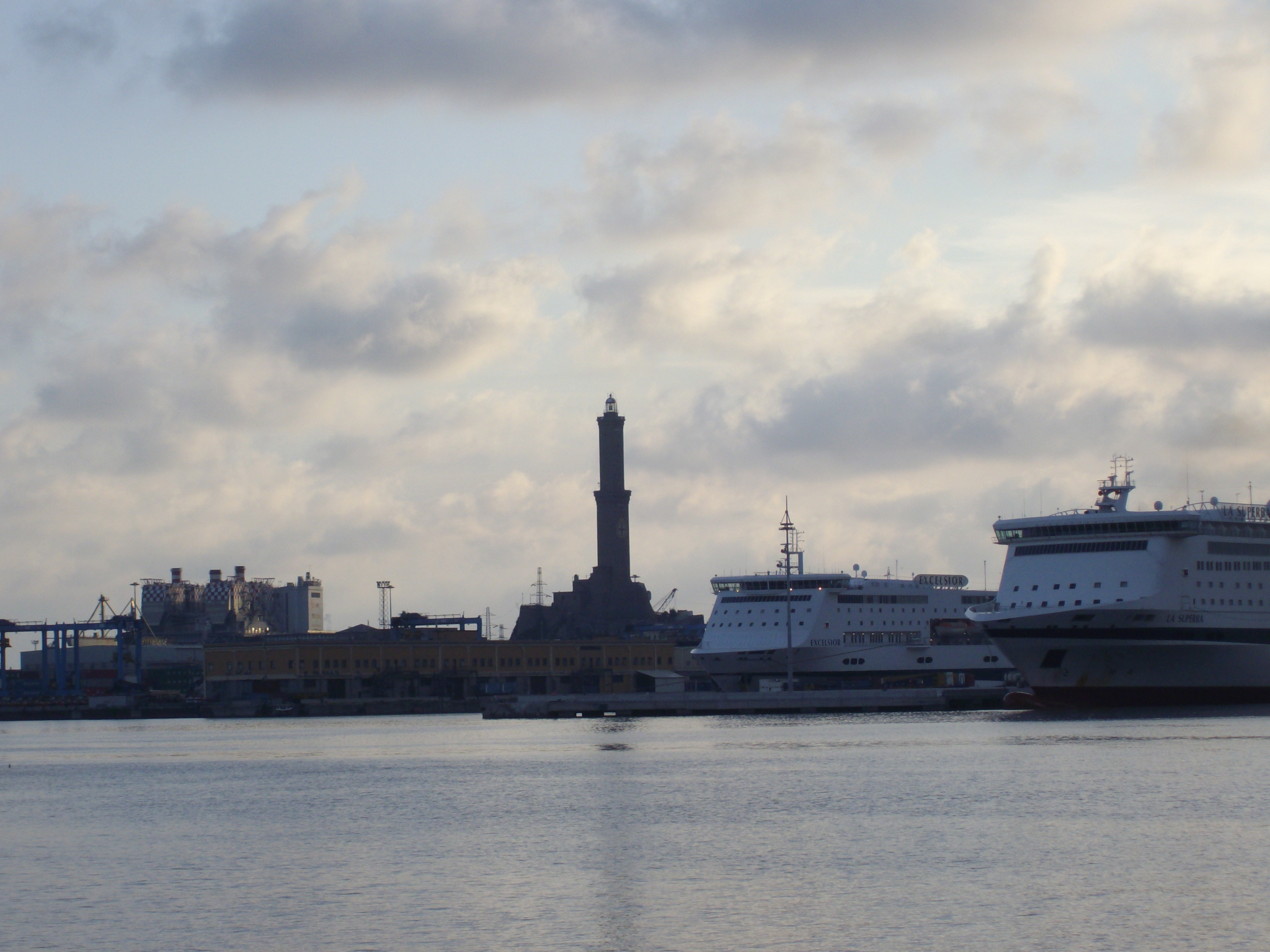
La Lanterna, vista dal mare
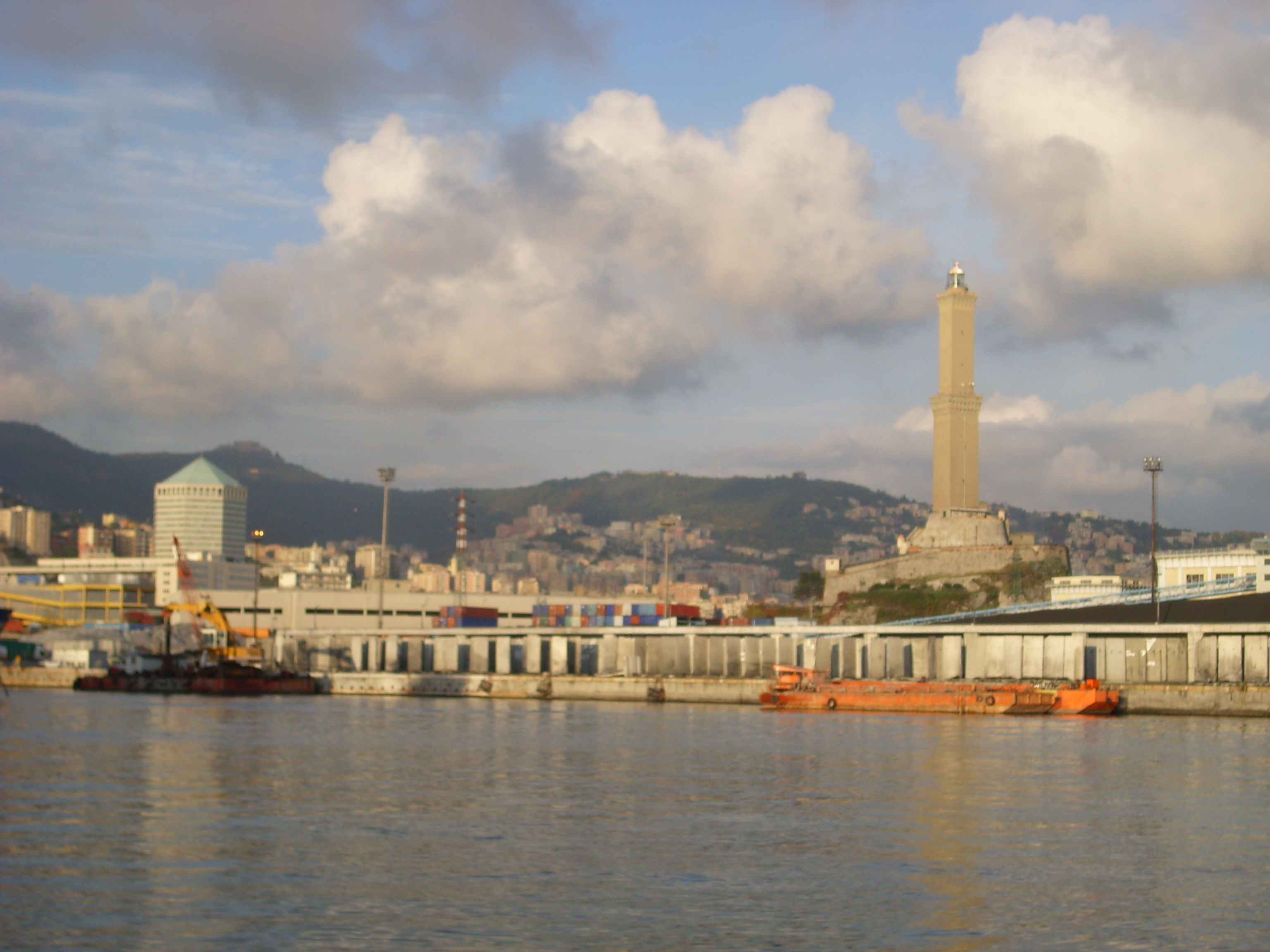
La Lanterna, vista dal mare
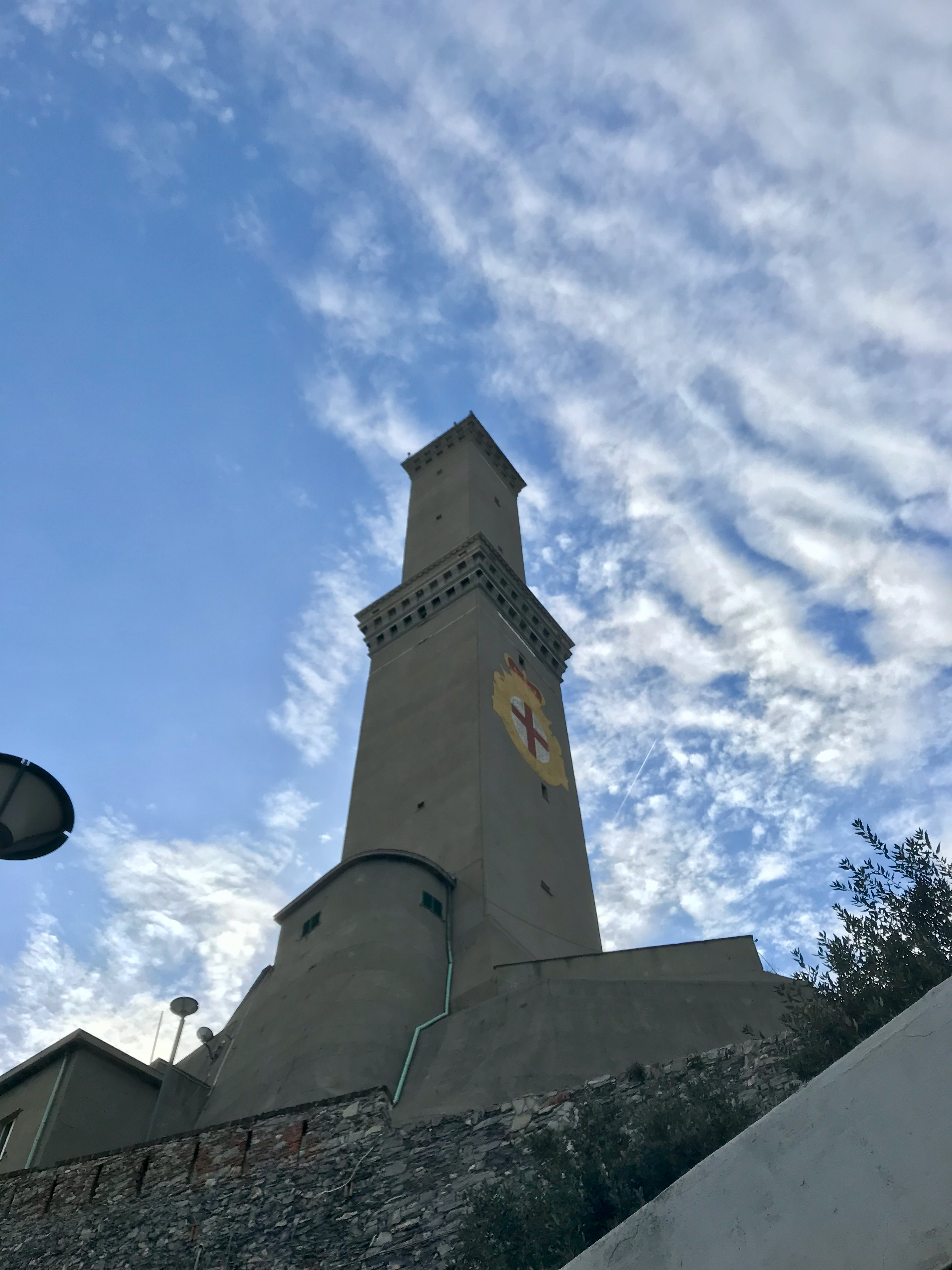
Lanterna di Genova fotografata dal camminamento
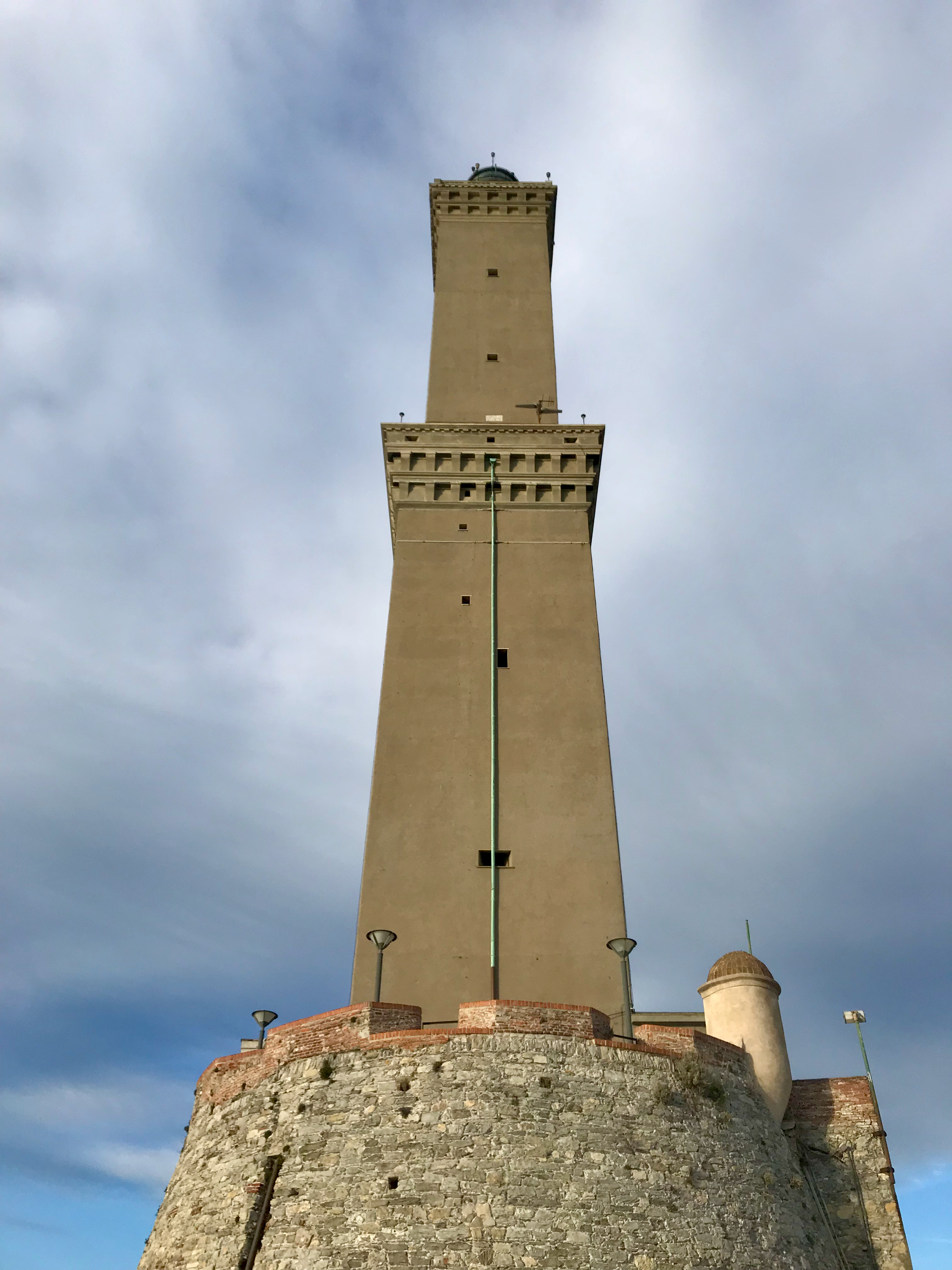
Lanterna di Genova fotografata da sud
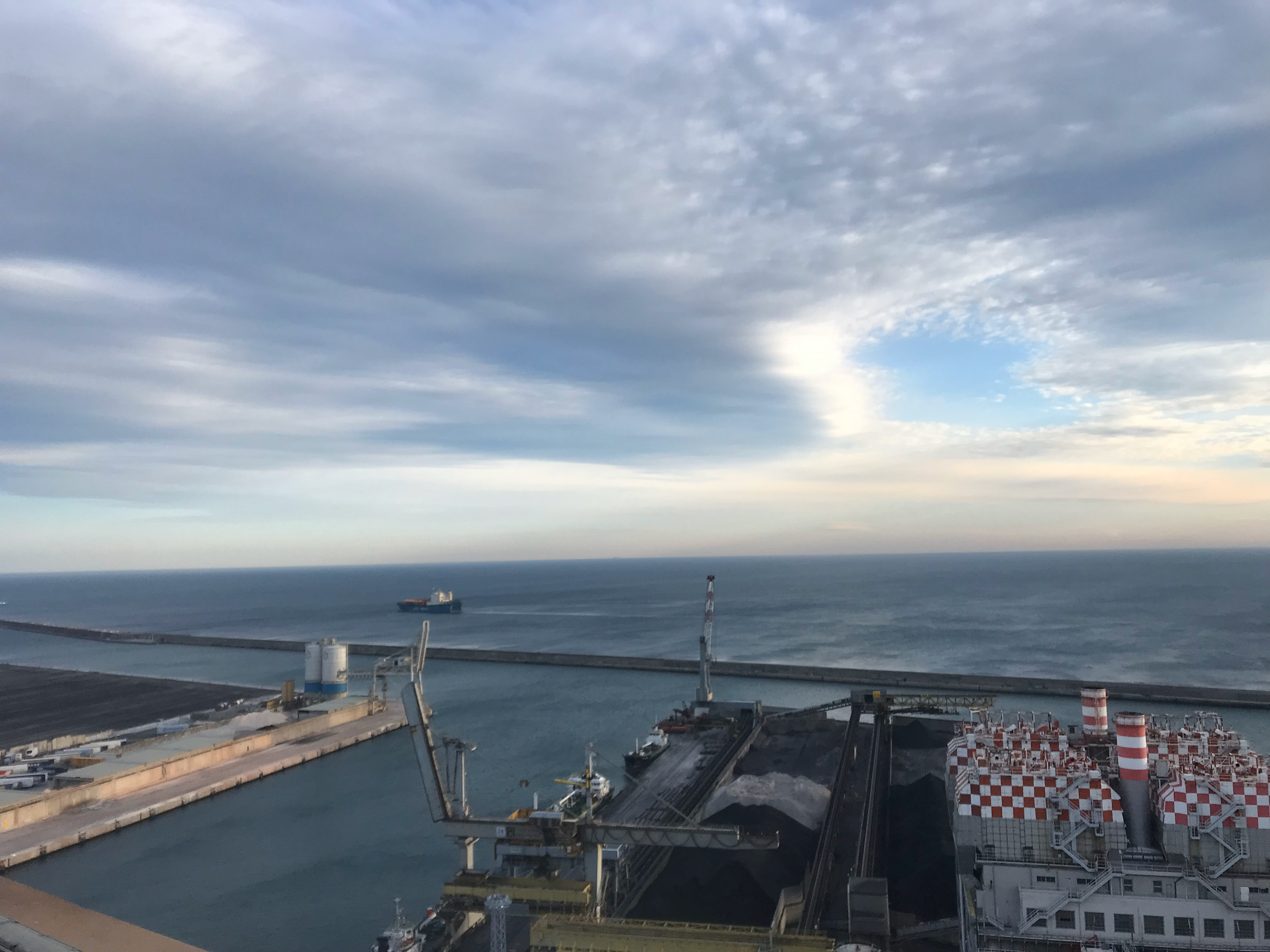
Panorama sud dalla Lanterna di Genova
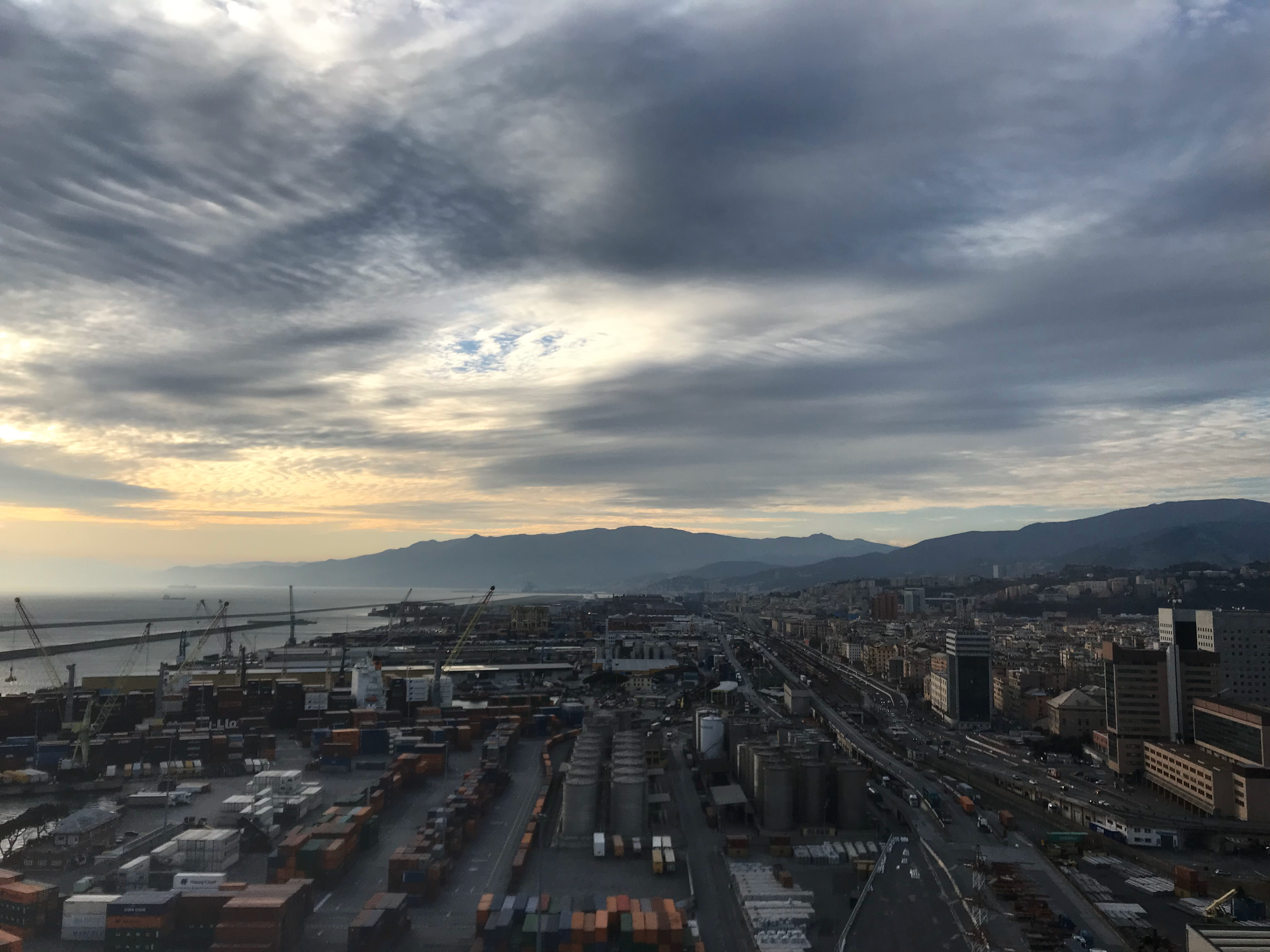
Panorama ovest dalla Lanterna di Genova
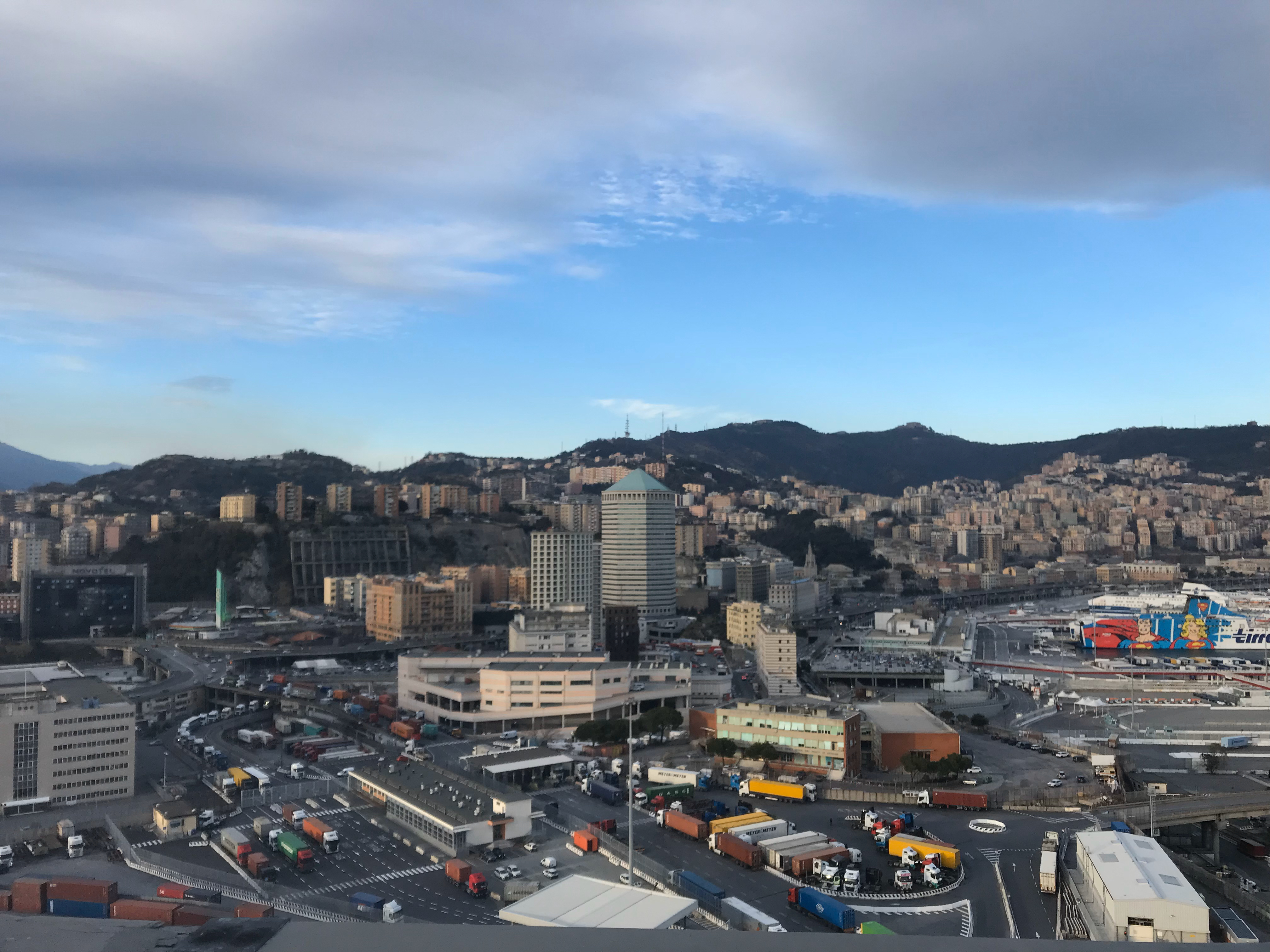
Panorama nord dalla Lanterna di Genova
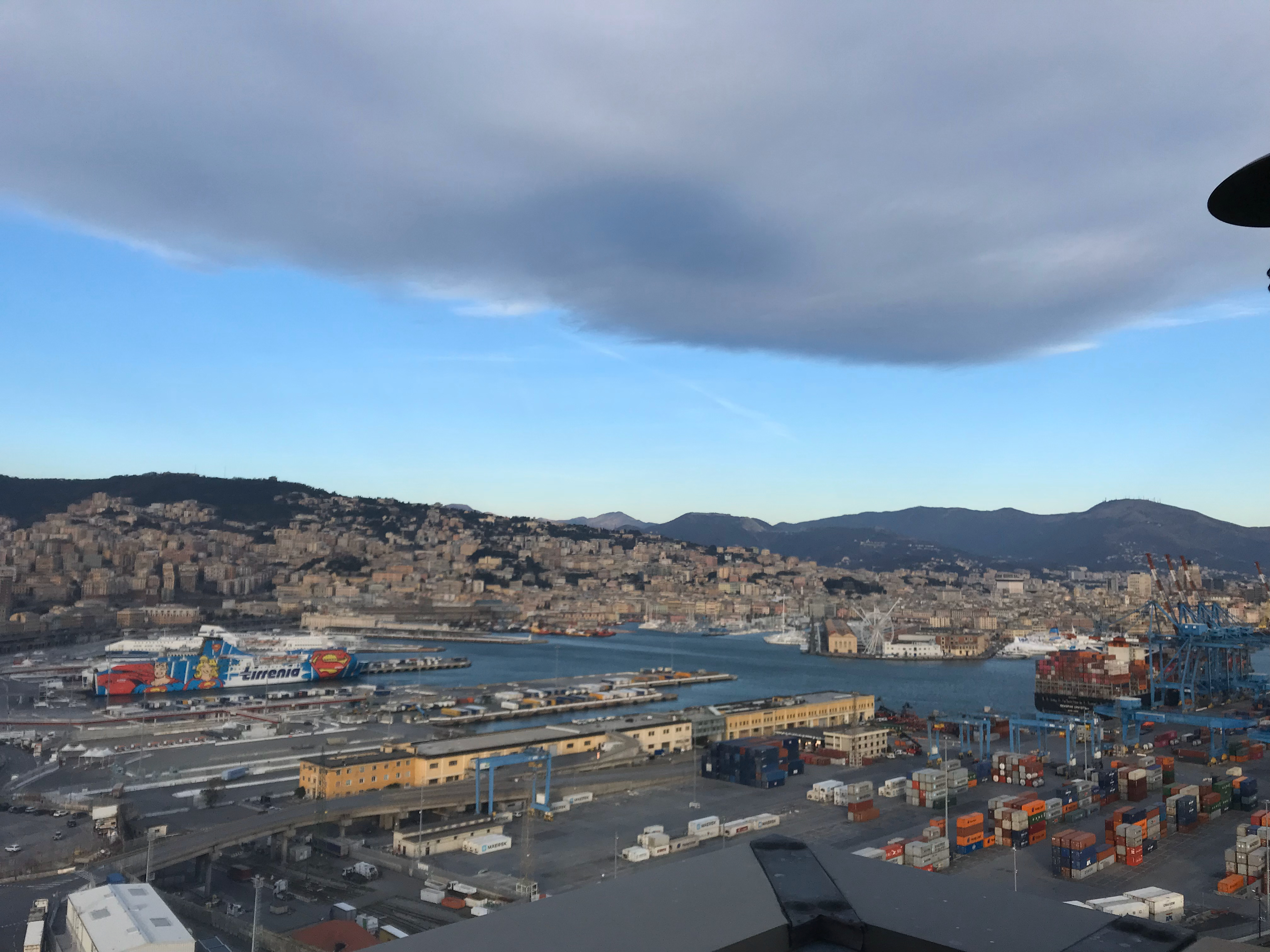
Panorama nord est dalla Lanterna di Genova